# 明仁から徳仁への皇位継承

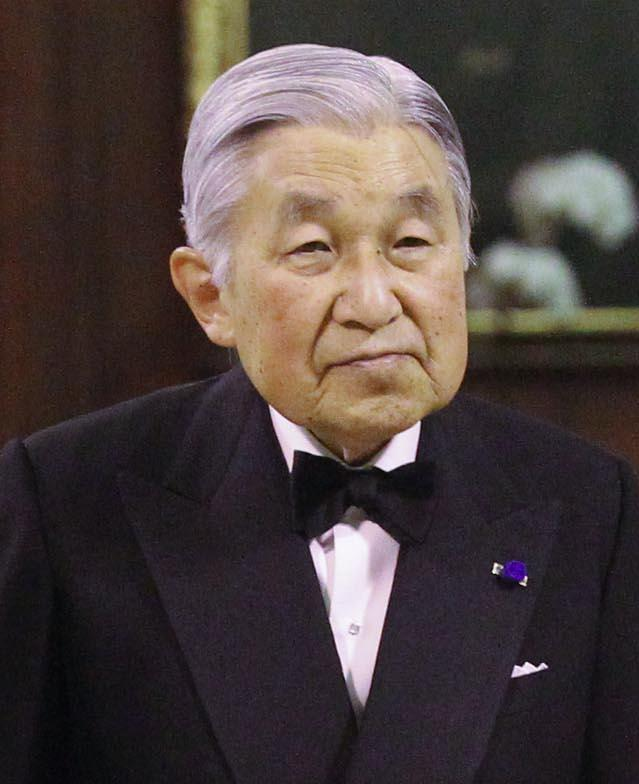
明仁（2016年）

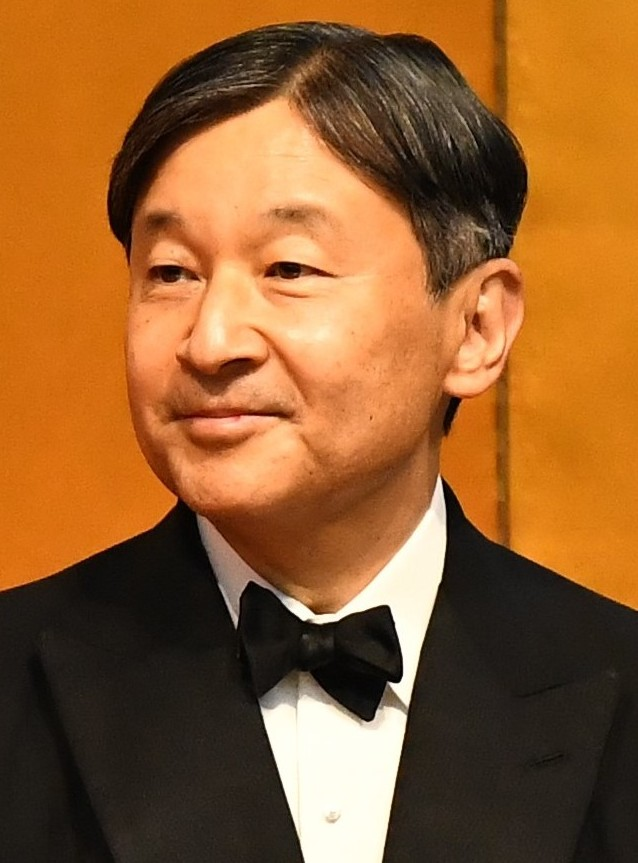
徳仁（2019年）

明仁から徳仁への皇位継承（あきひとからなるひとへのこういけいしょう）では、2019年（平成31年）4月30日から翌（令和元年）5月1日に、日本において行われた皇位継承について解説する。
平成時代の天皇であった明仁は2017年に成立した「天皇の退位等に関する皇室典範特例法」により2019年5月1日0時をもって退位し（呼称については後述）、皇太子である長男・徳仁親王が即位した。これにより元号は「令和」に改元され、約30年続いた「平成」時代は幕を下ろした。崩御を伴わない天皇が存命中での皇位継承は日本では光格天皇の譲位（1817年）以来202年ぶりのことであり、日本国内のみならず日本国外からも大きな反響があった（#日本国外での対応・反応）。

## 概要
この皇位継承は、日本国憲法及び天皇の退位等に関する皇室典範特例法（平成29年法律第63号、2017年（平成29年）6月16日公布）に基づき、第125代天皇である明仁が2019年4月30日の終わりをもって退位して上皇となり、同年5月1日午前0時をもって徳仁（上皇第1皇男子）が第126代天皇として即位したことで実現した。
明仁は在位中の2010年（平成22年）に譲位する意向があることを周囲の人々に表明しており、2016年（平成28年）8月8日には、この意図を国民向けに「象徴としてのお務めについての天皇陛下のおことば」としてビデオメッセージで公表した。しかし、天皇の譲位は江戸時代の1817年（文化14年）に第119代光格天皇が第120代仁孝天皇への譲位を行って以来途絶していたこと、1947年（昭和22年）施行の現行の皇室典範では天皇の退位について規定されていないことや天皇の政治関与を禁止する日本国憲法の下での退位を実現させるため、必要な法整備、退位後の明仁の処遇、退位の儀式などに関する議論が行われた。そして、皇室典範の特別措置法を制定して明仁一代に限定した退位を実現させるに至り、退位後の明仁は上皇（じょうこう）として天皇とほぼ同等の処遇がなされる一方、公務からは引退することになった。
この皇位継承のもう一つの特徴として、皇位継承後の皇嗣となった秋篠宮文仁親王は徳仁の弟（第125代天皇明仁第2皇男子）であるため、現行の皇室典範の下では初めて、皇嗣が皇太子でなくなることであり、これについても議論が行われたが、ほぼ皇太子と同等の処遇がなされることになった。
また、この皇位継承によって元号法（昭和54年法律第43号）に基づいて元号を改める政令 (平成三十一年政令第百四十三号)が公布され、元号が「平成」から「令和」に改められた。

## 背景

### 過去の退位・譲位
古くは、天皇の崩御によって皇位継承が行われていた。しかし、歴史紀行作家の中山良昭によれば、日本に仏教が伝来し、死が汚れだとみなされ始めると、在位したまま天皇が崩御することは忌避されるようになった。そして、645年の乙巳の変の翌日に皇極天皇が退位し、孝徳天皇に皇位が継承されると、しだいに譲位による皇位継承が慣例となった。これ以降、江戸時代の光格天皇までに60人の天皇が退位した。
譲位した天皇は太上天皇（だじょうてんのう）、略称で上皇（じょうこう）と呼ばれ、院政を行って権力を握ったり、出家して法皇（ほうおう）となったり、和歌や学問に励んだりする者がいた。一方、天皇との対立に敗れたり、流罪になったりして不遇な余生を送る者もおり、様々であった。

### 退位を認めない皇室典範
ところが、弁護士の田上嘉一によれば、「王政復古は、神武天皇の時代、すなわち譲位が慣例化する前の時代に戻ろうとして行われたので、明治時代には、譲位は認められなかった」という。田上は、このため、「1889年に発布された皇室典範第10条には、『天皇崩スルトキハ皇嗣即チ践祚シ祖宗ノ神器ヲ承ク』と記載され、天皇の即位の要件は、前帝が崩御していることと定められたのだ」としている。皇室典範草案の作成に携わった伊藤博文も、その著書で、他人の意思により強制的に天皇が退位させられた挙げ句、南北朝の動乱を招いた過去があるので、皇室典範では前天皇の崩御時以外の天皇の即位は認めないことにしたと述べている。
現在使われている皇室典範が定められた際にも、当時の金森徳次郎国務大臣（憲法担当）が帝国議会で生前退位を否定する答弁を行い、現在の皇室典範第4条では、「天皇が崩じたときは、皇嗣が、直ちに即位する。」と決められるに至った。すなわち、前帝の崩御のみが、引き続き皇位継承の要件となったのである。

### 戦後の退位に関する動き
日本国憲法では、第1条で天皇が「日本国の象徴であり日本国民統合の象徴」であることが定められている。また、第4条には天皇は「この憲法の定める国事に関する行為のみを行ひ、国政に関する権能を有しない」とあり、「国事に関する行為」の内容は第7条に記されている。1978年には、第84回国会で、政府役員の真田秀夫が、退位や譲位には皇室典範の改正が必要だろうと答弁している。そして、1989年には昭和天皇の崩御により、明仁への皇位継承が行われた。その後、1991年の第120回国会、1992年の第123回国会、2001年の第153回国会において、天皇の退位についての答弁が行われたが、いずれも、天皇の恣意的な退位の可能性、強制的な退位の可能性、上皇や法皇が現れることによる弊害などにより、天皇の退位を認めていないとのものだった。

## 譲位の検討

### 明仁の意向表明
このような状況の中、2010年7月22日19時の参与会議で明仁（当時76歳）は日本社会の高齢化に触れ、「皇室の高齢化に措置が必要だ」とした上で、「譲位して、皇太子に皇位を譲る」と他の参加者に話した。参加者らは公務の削減や摂政の設置で思いとどまるよう言ったが、明仁は「天皇の務めは天皇にしか果たせない」と反論、議論は5時間以上続いたが、この日は結論が出ずに終わった。このとき明仁は、「譲位は十分に先例があり、何らおかしいとは思わない」とも述べた。
明仁が譲位を決断するに至った背景について、NHKは「昭和天皇の晩年のほとんど意識もない中での闘病生活や、母親の香淳皇后が晩年に認知症を患っていた時の状況などを実際にご覧になっていたことが大きく影響しているのではないか」としている。また、明仁による譲位表明となった2016年8月8日の「象徴としてのお務めについての天皇陛下のおことば」においても見られた様に、「天皇が健康を損ない、深刻な状態に立ち至った場合、これまでにも見られたように、社会が停滞し、国民の暮らしにも様々な影響が及ぶことが懸念されます」と述べている事から、昭和天皇の最晩年の闘病に際して国民の間で起きた過度な「自粛」への憂慮や、天皇崩御に伴う「殯」の行事が連日ほぼ2ヶ月にわたって続き、その後喪儀に関連する行事が1年間続くことで、その様々な行事と新時代に関わる諸行事が同時に進行することから「行事に関わる人々、とりわけ残される家族は、非常に厳しい状況下に置かれざるを得ない」とした点も考慮されたとされる。

### 関係者での検討
この会議の後、「譲位を問題意識として持ってもらいたい」という考えが、宮内庁の幹部にも伝えられ、ヨーロッパの王室制や、過去の天皇の譲位などについての調査が密かに行われた。しかし、譲位の制度がなかったことから宮内庁は慎重で、宮内庁から総理官邸に、明仁が譲位の意向を示していることが伝えられたのは5年後の2015年秋のことだった。その後、譲位の意向に適当な時期になったとし、具体案として宮内庁は同年12月の天皇誕生日での表明を検討したが、官邸は慎重な姿勢を示した。それからは、代替策として、公務縮小や摂政の要件緩和が考えられ、譲位を回避しようとしたが、意向の表明はフィリピンでの戦没者の慰霊後の翌年8月に行われることとなった。

## 譲位意向の公表

### 最初の報道
2016年7月13日18時59分、日本放送協会（NHK）は、宮内庁関係者の話として、テロップで天皇が譲位の意向を示したことを伝え、これが初報となった。その日の19時から放送されたNHKニュース7で、字幕を「天皇陛下『生前退位』の意向示される」と表示して報道が行われると、他の報道機関も追って報道し、翌7月14日朝の新聞はトップで譲位の意向を報じた。ところが、朝日新聞は7月13日夜、宮内庁次長の山本信一郎は「報道されたような事実は一切ない」と、全面的に否定したとしている。一方、同日、毎日新聞は「陛下（明仁）自らがお気持ちを表明する方向で調整」していると報じるなど、報道機関によって報道の方向性は分かれた。また、7月15日には内閣官房長官の菅義偉も記者会見で、宮内庁の関係者の発言通りだとして、「政府としてコメントは控えたい」と述べた。翌7月16日には、明仁自身は早く譲位することを希望していないとも報じられた。

### ビデオメッセージの公表
一連の報道を受けて、明仁は「可及的速やかに意向を表明すべきだ」として、2016年中に予定していた意向表明を8月に行うことになった。方法については、7月末の時点では記者が同席して明仁が直接意向を示す場を設けることが検討された。8月5日までに、8月8日の15時に、10分程度の事前に録画したビデオメッセージを、明仁が意向を示すために公表すると、宮内庁は発表した。宮内庁は、ビデオメッセージは明仁の意向を確実・正確に伝えるためにふさわしい手段であるとした。
ビデオメッセージ（「象徴としてのお務めについての天皇陛下のおことば」）は予定通り8月8日15時に公表された。2011年3月16日の「東北地方太平洋沖地震に関する天皇陛下のおことば」に次いで2回目となった明仁によるビデオメッセージでは、法改正が必要となる譲位を自らが公表することで、政治行為に該当すると考えられるおそれがあったため、「譲位」の語は使われなかったが、天皇が年老いた後も公務を象徴として滞ることなく行っていくためにはどうすればよいのか、国民の理解を求めた。これを受けて内閣総理大臣の安倍晋三は、「天皇陛下のご心労に思いをいたし、どのようなことができるのか、しっかり考えていかなくてはいけない」と述べた。

## 皇位継承の議論

### 譲位のあり方

#### 議論の経過
ビデオメッセージの公表後、内閣法制局は、天皇の意思で退位することが天皇の地位は「日本国民の総意に基く」と定めた日本国憲法第1条に違反するとして、将来的にも天皇の退位を可能にするにはこの憲法を改正しなければならないと指摘した。一方、明仁1代のみの退位であれば、特例法を定めることで対処できるとした。しかし、退位の制度化に改憲を要するという考えは、憲法学の通説や、政府の今までの見解に反するものだった。日本国憲法第2条には、皇位は「国会の議決した皇室典範の定めるところにより、これを継承する」と定められているので、厳密には皇室典範の改正が必要になるが、特別法で対応するために、単体の特別法の他、皇室典範附則に特別法の根拠を規定したり、皇室典範に含まれる扱いの皇室典範特例法としたりする解決策が出てきた。
一方で、9月23日には、同日付で天皇の公務の負担軽減等に関する有識者会議を設立し、6人を起用したとの発表があった。その後、9月26日に総理・安倍晋三は所信表明演説を行い、有識者会議で天皇の退位に対する検討を行うことを明らかにした。天皇の公務の負担軽減等に関する有識者会議の初回会合は10月17日に行われ、2017年4月21日までに合わせて14回の会合が行われた。2017年1月23日には論点整理がまとめられた。この論点整理では、多数の課題を恒久的な制度化に向けて示しながらも、退位については積極的に認める意見を多く示したため、一代限りの退位を重点的に示したものと解釈された。3月には衆議院と参議院の正副議長により、皇室典範の附則に、特例法が皇室典範と一体を成すことを定めた上で、皇室典範の特例法を制定するのが適当とし、直ちに法案を作成し国会に提出するよう求める、議論の取りまとめが行われた。そして4月21日に公表された最終報告では、明仁の公務の負荷を下げるためにふさわしい対策を行うように政府に求め、この報告は明仁一代限りの特例法を制定して退位の実現を図るよう要求しているものと解釈された。
5月19日に天皇の退位等に関する皇室典範特例法が第3次安倍第2次改造内閣（安倍晋三首相）により閣議決定され、6月1日に衆議院で審議入りし、当日のうちに議院運営委員会で可決された。翌6月2日には衆議院を通過し、6月9日には参議院本会議で、退席した自由党を除く全会一致で可決され、成立した。

#### 退位そのものについての議論

##### 肯定論
天皇の公務の負担軽減等に関する有識者会議におけるヒアリング（以下、単にヒアリングと称する）では、日本大学教授の古川隆久、ノンフィクション作家の保阪正康、京都産業大学名誉教授の所功、ジャーナリストの岩井克己、内閣官房副長官の石原信雄、国士舘大学大学院客員教授の百地章、京都大学大学院教授の大石眞、東京大学名誉教授の高橋和之、元最高裁判所判事の園部逸夫（肩書きは当時、以下同）によって主張された。「人道的側面から容認されるべき」（保阪）、「情報化と象徴天皇の定着が進んだ今日では、強制的・恣意的退位や上皇の発生による害は考えにくい」（岩井）、「象徴天皇の長期的な存在のために認めるべき」（園部）などの意見があった一方で、「合憲だが、象徴行為遂行の困難が理由では憲法の趣旨に合わない」（高橋）などの意見もあった。
その後、2016年12月7日に行われた第6回会合では、「皇族に徐々に公務を分担させつつ、天皇が高齢になり、本人の意思がある場合に退位すべきだ」、「皇位の安定した継承のために必要だ」などの意見があった。12月14日に行われた第7回会合では、「将来の天皇に影響・強制力が出ないようにすべき」、「政治・経済の情勢も安定しており、本人の意思にも反しておらず、社会一般にも賛成されている」「退位を認めない皇室典範は、そのときの社会情勢に照らして伊藤博文が適当と考えただけで、不磨の大典ではない」などの意見が出された。2017年1月11日に行われた第8回会合では、「国民は天皇の心労を理解・共感している」「退位後の天皇や次代の天皇の尊厳を保てる」といった意見が出された。

##### 否定論
ヒアリングでは、麗澤大学教授の八木秀次、東京大学名誉教授の平川祐弘、國學院大學名誉教授の大原康男、上智大学名誉教授の渡部昇一、慶應義塾大学教授の笠原英彦、ジャーナリストの櫻井よしこ、帝京大学特任教授の今谷明が主張した。「国民の混乱を招く」（笠原）、「皇室で悪事や危険があったのは天皇の譲位時だ」（渡部）、「強制的・恣意的退位、上皇・法皇の存在による害の恐れがある」（大原）というような意見の他、「与野党の意見が揃うまで見送るのが適当」（今谷）という意見もあった。
2017年1月11日に行われた第8回会合では、「退位には何らかのきっかけが必要なので、天皇の地位が不安定になる」、「退位はこれまでないものとされている」、「日本国憲法の下でない退位の事例が多数あっても参考にならない」などの意見が出された。

#### 摂政の設置についての議論
摂政の設置については皇室典範第16条に定められているが、要件は「天皇が成年に達しないとき」「天皇が、精神若しくは身体の重患又は重大な事故により、国事に関する行為をみずからすることができないとき」となっており、意思能力があれば、高齢だけを理由に摂政を設置することはできない。
皇室史上の直近では、大日本帝国憲法及び旧皇室典範下で、病弱であった大正天皇の在位中に、その長男であった皇太子裕仁親王（昭和天皇）が1921年（大正10年）11月25日に摂政に就任した実例がある。

##### 肯定論
ヒアリングでは、平川祐弘、大原康男、渡部昇一、笠原英彦、櫻井よしこ、石原信雄が主張した。「上皇と新天皇の人間関係が、摂政のそれより良好になる保証はない」（平川）、「その存在による天皇の象徴性が担保される」（大原）などの意見があった。皇室典範の規定については、「柔軟に解釈すべき」（笠原）、「皇室典範第16条2項に『又は御高齢』と加えるべき」（櫻井）などの意見があった。退位肯定派の石原は、長期間必要なときの摂政の設置は肯定した。
その後、2016年12月7日に行われた第6回会合では、「天皇自身の意思表明もできないような状況で摂政を設置するのであれば、大正天皇の二の舞は心配無用だ」という意見があった。ヒアリングでは、大正天皇に摂政が設置されるにあたり、宮内省が大正天皇の容態を報告するときに、幼少時の病気に触れるなどの非人道的な対応を行っていたり、摂政が単なる天皇を代行する「機械」のようなものなのか、摂政自身の国事行為なのかなど、摂政の位置づけが不明確であったり、大元帥が不在であったため、日本軍が出動できなかったりしたことが指摘された。

##### 否定論
ヒアリングでは、保阪正康、所功、岩井克己、今谷明、八木秀次、百地章、大石眞、園部逸夫が主張した。「象徴の存在が分裂する恐れがある」（保阪、岩井、百地、園部）、「天皇は負担軽減を望んでいない」（所）、「高齢天皇との併存は複雑」（大石）、「現在そのようなことができる状況ではない」（今谷）、「現在の明仁は『精神若しくは身体の重患又は重大な事故により、国事に関する行為をみずからすることができない』わけではない」（八木）のような意見があった。
その後、2016年12月7日に行われた第6回会合では、摂政も高齢になると悪循環が生じるのではないか、数十年にわたって摂政が置かれると象徴・権威が二重になってしまうのではないかという意見があった。12月14日に行われた第7回会合では、「摂政は周囲が、自分で判断できない天皇に代わって判断するもので、自身で判断できる明仁には不適当」、「明仁自身が在位中の公務継続を希望しており、明仁の尊厳が損なわれる恐れもあるので、摂政は望ましくない」、「近代以降の摂政はうまくいっていない」などの意見があった。

#### 国事行為の委任についての議論
国事行為の委任については国事行為の臨時代行に関する法律によって定められているが、その要件は「精神若しくは身体の疾患又は事故があるとき」に限られている。

##### 肯定論
ヒアリングでは、古川隆久、大原康男、笠原英彦、石原信雄、今谷明、八木秀次、百地章、高橋和之が主張した。「現状で最も現実的」（八木）などの意見があった。退位に賛成している者については、「当面の負担の低減はできる」（古川）、「適したときに使うべき」（百地）、「短期間ならよい」（石原）などの意見だった。また、国事行為の臨時代行に関する法律の要件については、「解釈で対応できる」（笠原、高橋）、「要件に『高齢』を追加する」（大原）などの意見があった。
2017年1月11日に行われた第8回会合では、「国民に受け入れられ、多数の前例がある」のような意見があった。

##### 否定論
ヒアリングでは、保阪正康、所功、大石眞、園部逸夫が主張した。「明仁にとって、人道的側面からみて腑に落ちないところがある」（保阪）、「天皇は負担軽減を望んでいない」（所）、「委任に国事行為以外の公人としての行為を入れるのは不適当であり、入れたら今度は被委任者の負担増につながる」（大石）などの意見だった。

#### 公務削減についての議論

##### 肯定論
ヒアリングでは、古川隆久、大原康男、所功、岩井克己、笠原英彦、石原信雄、櫻井よしこ、今谷明、八木秀次、百地章、大石眞、園部逸夫、高橋和之、平川祐弘、渡部昇一が主張した。「他の皇族にもやらせればよい」（古川、所、笠原、櫻井、大石）、「被災地の訪問を減らすべき」（今谷）、「儀礼行為を削減すべき」（高橋）、「象徴天皇としてふさわしいものだけを行うのが適当」（百地）などの意見があった。また、「宮中で祈るだけでよい」（平川、渡部）と、公務そのものが不要だとする意見もあった。
その後、2016年12月7日に行われた第6回会合では、国事行為は憲法で定められた行為なので見直しは難しく、祭祀について話し合うのは難しいので、公的行為を減らすことを主に検討すべきとの意見が出た。また、公的行為を極限まで絞った上で次代の天皇が即位することで、天皇が最低限行わなければならない公的行為がかなり少なくなり、次代の天皇自身の意思で公的行為をすることが可能となるとの意見も出た。一方、ヒアリングでの「宮中で祈るだけでよい」との意見については、祈ることには結局、衣装を着て儀式を行うことが必要になり、それにかなりの負担が生じる、祈るだけでは象徴としての務めは果たせないなどの意見があった。12月14日に行われた第7回会合では、「公務を徐々に譲ることで、次代の天皇が公務を行う準備ができていることを示せるのではないか」、「公務を譲る準備期間を設けるべき」といった意見があった。

##### 否定論
ヒアリングで主張した者はいなかった。
2016年12月7日に行われた第6回会合では、明仁自身の天皇像からみて、公務は捨てがたいのではないか、すでに次世代への公務の移譲はほとんど終わっているのではないかというような意見が出された。12月14日に行われた第7回会合では、「明仁の意思と客観的な様相からみて、大幅な削減は難しい」、「天皇にやり方を強制的に変えさせることになる」といった意見があった。2017年1月11日に行われた第8回会合では、宮内庁から、「公務は象徴天皇が行うことに意味がある」という意見が出された。

#### 退位の方法についての議論

##### 1代限りの特別法案
ヒアリングでは、保阪正康、所功、石原信雄、園部逸夫、高橋和之が主張した。「議論が長引くのを防ぎ、早急な対応を行うために必要」（所、石原、園部）、「天皇制自体が特例なので、個別の例を対象とした法律を制定してはならないという論は成り立たない」（高橋）などの意見があった。ただし、高橋以外は将来的な皇室典範改正の必要性について言及している。
2016年12月7日に行われた第6回会合では、天皇の発言により立法するのは違憲なので、手続きを行わなければならない、といった意見が出された。12月14日に行われた第7回会合では、「制度化すると終身天皇の否定につながる」、「将来の皇族の年齢差や政治・経済の様相は不確定」、「ある時代のことはその時代の人や社会が決めるべき」などの意見があった。2017年1月11日に行われた第8回会合では、「制度化すると恣意的な運用のおそれがある」「特例法ではその都度の状況や国民の意見に合わせて審議できる」という意見があった。

##### 制度化案
ヒアリングでは、古川隆久、岩井克己、大石眞、百地章が主張した。「都度特例を作るのは不適当」（大石）、「特別法では皇室典範の規範性や権威が失われる」（岩井）、「天皇陛下との関係上、急いで特別法を作成すると違憲になる可能性がある」（古川）、「特別法で譲位を制度化し、皇室典範にその根拠を置く」（百地）といった意見があった。

### 譲位の時期

#### 初期の議論・特例法の規定
明仁は2010年に退位の意向を表明した当初、「80歳までは天皇を務める」と述べていた。その後、2016年7月の最初の報道では、明仁は数年以内の退位を希望しているとしている。10月18日には、2018年を退位の時期として政府が想定しているとの報道があったが、同日午前、「まったくありません」と、官房長官の菅は記者会見で否定した。なお、この2018年という年は、「象徴としてのお務めについての天皇陛下のおことば」において、「2年後には，平成30年を迎えます」として明仁が言及した年でもある。また、天皇の退位等に関する皇室典範特例法では、「公布の日から起算して三年を超えない範囲内において政令で定める日から施行する」と定められており、また、「天皇は、この法律の施行の日限り、退位」することになっているので、この法律が公布された2017年6月16日の3年後、すなわち2020年6月までに明仁は退位することとなった。

#### 2018年12月31日案
2017年1月10日、国民の生活に与える影響をできるだけ小さく抑えるために、2019年1月1日に徳仁が即位することが検討されていることが報じられた。すなわち、明仁は前日の2018年12月31日に退位することになるが、2017年1月11日、官房長官の菅は、「全く承知していない」「有識者会議で予断を持つことなく静かに議論を行っている」と、記者会見で述べた。ところが、年末年始の皇室は1月1日に四方拝や新年祝賀の儀が行われるのをはじめ、12月23日の天皇誕生日や1月2日の一般参賀、1月中旬の歌会始の儀など、連日にわたって行事が行われるため、2017年1月18日までに、宮内庁次長の西村泰彦は2019年1月1日の徳仁の即位に反対意見を表明した。宮内庁は、2019年1月7日の昭和天皇崩御30年式年祭（先帝祭）を自ら催したいという明仁の希望を理由に、「2018年暮れに退位し、改元を2019年1月1日に行う」という、内閣総理大臣官邸から示された打開案にも反対した。こうして、2019年1月1日の徳仁即位案は消滅した。

#### 2019年3月31日案
改元の時期を2019年4月1日とする案は、2017年1月の段階ですでに候補として挙がっていた。同年8月の段階では、年末より皇室行事が少なく、一般社会でも卒業の季節となる、年度替わりの2019年春が退位にふさわしい時期であるとの考えが、宮内庁内に広まっていた。そして10月20日には、宮内庁の希望を受け入れ、2019年3月31日に明仁が退位し、翌4月1日に徳仁が即位することで最終的な調整を始めたと報じられた。ところが、同日午前の記者会見では、官房長官の菅は、この報道を「そうした事実はない」と否定した。その後、11月21日には12月1日に皇室会議が開催されることが決まり、この案も提案されることになったが、第19回統一地方選挙による騒ぎに巻き込まれる可能性があることから、総理官邸は慎重となった。

#### 2019年4月30日案（採用）
一方、この騒ぎを避けられるとして内閣総理大臣の安倍晋三が推進し、2019年3月31日退位案とともに皇室会議に提案されたのが、2019年4月30日に明仁が退位し、翌5月1日に徳仁が即位する案だった。この案は9月中旬に有力になっていた。しかもこの時期は天候もよく、4月29日の昭和の日の後にゴールデンウイークが始まる時期でもあるために、祝賀ムードが作りやすいという側面もあった。そして12月1日9時46分から11時まで行われた皇室会議では、明仁の退位や徳仁の即位に伴う行事を万全に行える期間を確保できること、明仁には2019年1月7日に在位30周年を迎えてほしいこと、入学式などの各種の行事が行われ、人の往来が盛んに行われる上、統一地方選挙も行われる4月前半は避けるべきであること、4月29日の昭和の日に引き続いて明仁が退位し、徳仁が即位することで、国民がそれまでの日本を振り返り、決意を新たに日本の繁栄を願えるなどの理由により、天皇の退位等に関する皇室典範特例法を2019年4月30日に施行すべきだと結論づけられた。これを受けて2017年12月8日には、天皇の退位等に関する皇室典範特例法の施行期日を2019年4月30日とする「天皇の退位等に関する皇室典範特例法の施行期日を定める政令」が閣議決定され、2019年4月30日に明仁が退位し、翌5月1日に徳仁が即位することが決定した。

### 退位後の前天皇・前皇后の処遇
明仁は2010年に退位の意向を表明した当初、退位「後は上皇になる」とも話したという。

#### 退位後の明仁・美智子の称号

##### 「前天皇」・「元天皇」論
天皇の公務の負担軽減等に関する有識者会議におけるヒアリング（以下、単にヒアリングと称する）では、古川隆久が主張した。「完全に引退したことを表現するのに適切な名称」というのがその理由であった。
2017年1月12日に毎日新聞が、この称号の使用を「上皇」などより、天皇より上位にあることを想起させにくいとして政府が検討していると報じたが、同日産経新聞は、政府首脳がこの報道を「検討しておらず間違い」と否定したと報道した。そして、上記のヒアリングを受けた最終報告では、「天皇」の語が入っていること、皇太后・太皇太后の称号と整合しないことから、使うべきではないとされた。

##### 「太上天皇」・「上皇」論（「上皇」が採用）
ヒアリングでは、所功、岩井克己、八木秀次、大石眞、園部逸夫、古川隆久、東京大学史料編纂所教授の本郷恵子、関東学院大学教授の君塚直隆、皇學館大学現代日本社会学部長の新田均が主張した。「太上天皇」とすべきとする者には、岩井、八木、新田がおり、新田は略称として「上皇」を採用すべきとの意見であった。「古代の養老儀制令や現行の皇室典範のどちらにも適合している」（新田）などの意見があった。「上皇」とすべきとする者には、本郷がいた。本郷は、「『太上天皇』では天皇のさらに上がいることになり、上下関係が発生してしまうので、『上皇』が適当」とした。また、「太上天皇」または「上皇」とすべきとする者には、君塚、所、大石、園部がいた。「宗教由来の称号は、日本国憲法が定める政教分離の原則から不適切」（大石）、「日本史から考えても適当」（園部）などの意見があった。
2017年1月12日、日本経済新聞はこの称号を使用することを政府が検討し始めたと報道したが、前述の毎日新聞の報道と矛盾する形になった。同日午後の記者会見で、どちらが正しいのかという報道陣の質問に対し官房長官の菅は、「議論はしてないというふうに承知していますので、どっちもどっち」と発言した。しかし、上記のヒアリングを受けた最終報告では、別の天皇が並立するかのような誤解を与えかねない「天皇」という言葉を使った称号ではないこと、退位後の天皇についてよく定着した称号であることの2点をもって、「上皇」との称号が適当だとした。そして、天皇の退位等に関する皇室典範特例法第3条では、「退位した天皇は、上皇とする。」と定められた。

##### 「皇太后」論
ヒアリングでは、新田均、所功、岩井克己、八木秀次が主張した。「古代の養老儀制令や現行の皇室典範のどちらにも適合している」（新田）などの意見があった。
2017年4月4日に行われた天皇の公務の負担軽減等に関する有識者会議の会合では、この称号を含めて検討されたが、方向性は出なかった
しかし、最終報告では、近代以降、この称号は未亡人を意味するものと受け取られてきたため、天皇の后として活動してきた人物に対する称号としては不適当とされた。

##### 「上皇后」論（採用）
ヒアリングでは、主張した者はいなかったが、本郷恵子は、「夫婦の一員である、退位した天皇の后と天皇であった夫と死別した孤独な従来の皇太后とでは立場を異にするので、より適当な称号があるのであればそちらを用いることを考えるべき」と主張した。
2017年3月31日、退位後の天皇の后の称号を上皇后にすると政府が検討しているとの報道があったが、同日午前の記者会見で、官房長官の菅はこれを否定し、「政府が検討している事実はまったくない」と述べた。しかし、4月4日に行われた天皇の公務の負担軽減等に関する有識者会議の会合では、この称号を含めて検討された。そして最終報告では、歴史上一度も使用されていないためその意味が国民に正確に理解されるように努力しなければならないとされたものの明仁の退位後の称号「上皇」の後ろに、その配偶者である意味を表す「后」を付した「上皇后」の称号がよいとされた。また、天皇の退位等に関する皇室典範特例法第4条では、「上皇の后は、上皇后とする。」と定められた。

#### 退位後の明仁・美智子の敬称

##### 「殿下」論
ヒアリングでは、大石眞が主張したが、その理由は示されなかった。この他、退位後の明仁が親王のような存在になるのであれば、「殿下」を使用すべきと、君塚直隆が主張していた。

##### 「陛下」論（採用）
ヒアリングでは、本郷恵子、新田均、所功、岩井克己、園部逸夫が主張した。「太皇太后や皇太后の称号を陛下と定める皇室典範の規定を改める必要はない」（新田、所）、「歴史的・立場的な観点からみて適当」（園部）という意見があった。
そしてこの敬称は、4月4日の天皇の公務の負担軽減等に関する有識者会議の会合では使用が固まり、最終報告では天皇・皇后・皇太后・太皇太后の敬称が「陛下」であることと整合するため、この敬称の使用がふさわしいとされた。また、天皇の退位等に関する皇室典範特例法第3条2項では、「上皇の敬称は、陛下とする。」と、第4条2項では「上皇后に関しては、皇室典範に定める事項については、皇太后の例による。」と定められた。

#### 退位後の活動

##### 重祚・摂政や皇室会議議員への就任について
ヒアリングでは、本郷恵子、君塚直隆、新田均、古川隆久、所功、八木秀次が言及した。重祚については、全員が否定した。「歴史的にも極めて異例」（本郷）、「二重構造やこの退位問題が限定的であることから考えて不適切」（新田）などの意見があった。摂政への就任についても、本郷が「極めて不測の事態が発生した場合には、男性の皇族の人数が減少していることも踏まえれば、考えてもよい」としたほかは、全員が否定した。皇室会議議員への就任について言及したのは、本郷、君塚、新田のみであったが、全員が否定した。「天皇は退位後は、後ろから次の天皇を支えるべき」（新田）などの意見があった。
その後、最終報告では、天皇自身による公務の遂行が困難になるために明仁は退位するので、退位後の明仁に皇位継承資格は保有させず、退位理由との矛盾が起きないようにすべきだとしている。これと同じ理由で、また、象徴や権威の二重化を防ぐために、摂政や臨時代行にも就任させないし、皇室会議の議員にも就任資格を与えないようにすべきだとしている。一方、退位後の明仁の后については、これらの役職には、皇后・皇太后・太皇太后を含め、成人している全ての皇族全員に就任資格を認めていることと整合させるために、これらの役職に就任資格を与えることがふさわしいとしている。そして、天皇の退位等に関する皇室典範特例法第3条2項に、「上皇に関しては、前二項に規定する事項を除き、皇室典範（第二条、第二十八条第二項 及び第三項並びに第三十条第二項を除く。）に定める事項については、皇族の例による。」と定められた。

##### 国事行為・その他の公的行為について
ヒアリングでは、君塚直隆、新田均、所功、岩井克己、園部逸夫、古川隆久、石原信雄、八木秀次が言及した。「退位後は国事行為からもその他の公的行為からも退くべき」（石原、百地、大石）、「公的行為には一部関わってもよい」（君塚、所）、「本人の考えを尊重すべき」（園部）、「象徴や、国民の敬愛の対象が、新しい天皇ではなく退位した天皇のほうになってしまったり、新旧両方になってしまったりしないようにすべき」（古川、八木）、「皇族でなくなるのであれば、政治的な行為を止めるべき」（高橋）、「新旧の天皇と周辺の人々が対話を行い、決めていくべき」（新田）などの意見があった。
最終報告では、主に退位後の活動によって、二重の権威や象徴が生まれるかが決まるとしている。そして、象徴行為を次天皇に全て受け渡せば、このようなことは生じないとしている。退位直前の報道でも、退位後の明仁は一切の公務から退くとしている。

#### 退位後の待遇

##### 補佐機関
ヒアリングでは、本郷恵子、君塚直隆、新田均、岩井克己が言及した。その規模については、「皇太后宮職を超え東宮職未満」（岩井）、「職員数の削減はあっても、天皇を経験した者として、降格させたと思われるような処置はすべきでない」（本郷）、「侍従や女官を大きく減らせる」（君塚直隆）などの意見があった。具体的な組織については、「侍従職に退位後の天皇とその后のための部局『院務職』を設置すべき」（本郷）、「内廷に補佐機関『院宮職』を設けるべき」（新田）などの意見があった。
最終報告では、歴史的に上皇のための組織が設置されてきたように、上皇職という、退位した明仁とその后のための新組織を編成し、上皇侍従長と上皇侍従次長を設置すべきだとした。そして、天皇の退位等に関する皇室典範特例法附則第11条に、宮内庁法に、宮内庁が上皇に関する事務を行うことが付け加えられることが記された。

##### 住居
ヒアリングでは所功、岩井克己が言及した。「内廷皇族である、退位した天皇やその后の生活に適当な住居であるべき」（所）、「『仙洞御所』と呼ぶべき」（岩井）などの意見があった。
最終報告では、住居については言及されなかった。結局、天皇は退位後、いったん高輪皇族邸に仮住まいし、その後、2020年度に「仙洞御所」と改称された東宮御所に転居することになった

##### 費用
ヒアリングでは、本郷恵子、君塚直隆、新田均、岩井克己、所功が言及した。全員、皇室経済法における内廷費から支出すべきだと主張した。その理由としては、「太皇太后や皇太后にも内廷費から支出されているため」（新田）、「他皇族と別格のため」（君塚）、「費用の縮小はあっても、天皇を経験した者として、降格させたと思われるような処置はすべきでないため」（本郷）などが挙げられた。
最終報告では、内廷費から退位後の明仁とその后にかかる費用を出すべきだとし、その理由として、太皇太后や皇太后の費用も内廷費から支出されることになっていることを挙げている。そして、天皇の退位等に関する皇室典範特例法附則第4条2号に、上皇の「前号に掲げる事項のほか、皇室経済法（昭和二十二年法律第四号）その他の政令で定める法令に定める事項」は天皇の例によると定められた。

##### 葬儀・埋葬
ヒアリングでは、本郷恵子、君塚直隆、新田均、所功が言及した。埋葬の場所の名については、所功は言及しなかったが、残る人物は全員、天皇と同じ陵とすべきだと主張した。その理由について、「現任の天皇より、過去に天皇を経験した人物のほうが儀礼面での待遇が低くなるのは考えられないため」（本郷）、「現行の皇室典範では、太皇太后と皇太后は陵に埋葬されることになっており、延喜諸陵式では、退位した天皇とその后も、陵に埋葬されることが定められているため」といったものが挙げられた。葬儀については、4人とも天皇と同じ大喪の礼またはそれに準じたものを行うべきだとした。ただし、本郷、君塚、新田は、簡素化について触れた。その理由について君塚は、1年以上に渡り様々な行事が行われる大喪の礼は次代の天皇に大きな負担を強いることになるためだとしている。また、大喪の礼を行うべきだとする理由としては「現任の天皇より、過去に天皇を経験した人物のほうが儀礼面での待遇が低くなるのは考えられないため」（本郷）、「世界中からの弔問の機会を設けるため」（君塚）、「旧皇室喪儀令では、大喪の礼を太皇太后・皇太后に対しても行うことが規定されていたため」（新田）が挙げられた。
最終報告では、葬儀は大喪の礼を行うべきだとし、その理由として、崩御時に天皇でなかったとしても、象徴であったことに変わりはないこと、過去の上皇の葬儀は現役天皇のそれとほぼ同等だったこと、日本国外でも退位した王について国葬が行われていることを挙げている。そしてその規模は、そのときの状況を考慮し、閣議決定などを行うべきだとした。また、皇后・皇太后・太皇太后が陵に埋葬され、歴史上も上皇は陵に埋葬されてきたことから、今回も埋葬するのは陵とすべきだとした。そして、天皇の退位等に関する皇室典範特例法第3条3項に、「上皇の身分に関する事項の登録、喪儀及び陵墓については、天皇の例による。」と定められた。

### 皇嗣の処遇
徳仁の即位後、秋篠宮文仁親王（上皇第2皇男子）が皇嗣となるが、文仁は徳仁の弟であるため、皇太子ではなく、何もしなければ皇位継承順位1位であるにもかかわらず、これまでと費用や事務組織が同じとなってしまう。

#### 称号

##### 「皇太子」論
天皇の公務の負担軽減等に関する有識者会議でのヒアリング（以下、単に「ヒアリング」とする）では、君塚直隆、新田均が主張した。君塚は、「『皇太弟』では、天皇の後継者であることが分かりにくい」、新田は、「歴史上、『皇太子』という用語は、そのときの天皇の子でなくても使われていた」というのがその理由であった。
しかし、最終報告では、皇位継承順位が1位の皇族を皇嗣としている皇室典範から、皇嗣であれば皇位継承順位が1位であるのは自明でありかつ、皇太子とすると秋篠宮家が消滅することになってしまうので、特別な称号を設ける必要はないとされた。

##### 「皇太弟」論
ヒアリングでは、本郷恵子が、「天皇の孫であり、皇嗣である者を皇太孫というように、天皇の弟であり、皇嗣である者は皇太弟と呼ぶのが分かりやすい」という理由で主張した。
しかし、最終報告では、皇位継承順位が1位の皇族を皇嗣としている皇室典範から、皇嗣であれば皇位継承順位が1位であるのは自明なので、特別な称号を設ける必要はないとされた。

##### 「秋篠宮皇嗣」論（採用）
ヒアリングで主張した者はいなかった。
しかし、最終報告では、秋篠宮家はこの報告時点で30年近く国民に親しまれてきたこと、過去にも宮家に所属する者が天皇となったことでその宮家がなくなったことはないことを理由に、秋篠宮家の当主としての立場を維持した、「皇嗣秋篠宮殿下」、「秋篠宮皇嗣殿下」、「皇嗣殿下」などの呼び名がふさわしいとされた。そして2019年3月11日、宮内庁は、皇嗣かつ秋篠宮家当主たることが明確な「秋篠宮皇嗣殿下」との呼称を採用すると発表し、妻の文仁親王妃紀子と文仁親王の夫婦は「秋篠宮皇嗣同妃両殿下」、紀子単独では「秋篠宮皇嗣妃殿下」とするとした。

#### 費用
ヒアリングでは、君塚直隆、本郷恵子が言及した。両名とも、「皇太子の一家と同様にすべきだ」と述べた。
最終報告では、文仁は皇位継承順位1位となるため、皇太子と同様の活動が期待されるとして、在任中の摂政と同じ、定額の3倍の皇族費を支給することがふさわしいとされた。そして、天皇の退位等に関する皇室典範特例法附則第6条では、「皇嗣となった皇族に対しては、皇室経済法第六条第三項第一号の規定にかかわらず、同条第一項の皇族費のうち年額によるものとして、同項の定額の三倍に相当する額の金額を毎年支出するものとする。」と定められた。

#### 補佐機関
ヒアリングでは、君塚直隆、本郷恵子、新田均、岩井克己が言及した。君塚、本郷は皇太子の一家と同様にすべきだとし、新田も充実させるべきだと述べた。岩井は、東宮職を廃止すべきだとした。
最終報告では、文仁は皇位継承順位1位となるため、皇太子と同様の活動が期待されるとして、皇嗣職大夫を長とし、文仁に関わる事務を行う独立組織皇嗣職を、皇太子における東宮職のように設けるべきだとされた。そして、天皇の退位等に関する皇室典範特例法附則第11条の規定に基づき、宮内庁法附則第3条で、「宮内庁に、天皇の退位等に関する皇室典範特例法（平成二十九年法律第六十三号）第二条の規定による皇位の継承に伴い皇嗣となつた皇族に関する事務を遂行するため、皇嗣職を置く」、「皇嗣職に、皇嗣職大夫を置く」、「皇嗣職が置かれている間は、東宮職を置かない」と定められた。

### 関連行事の検討

#### 退位に伴う行事の検討

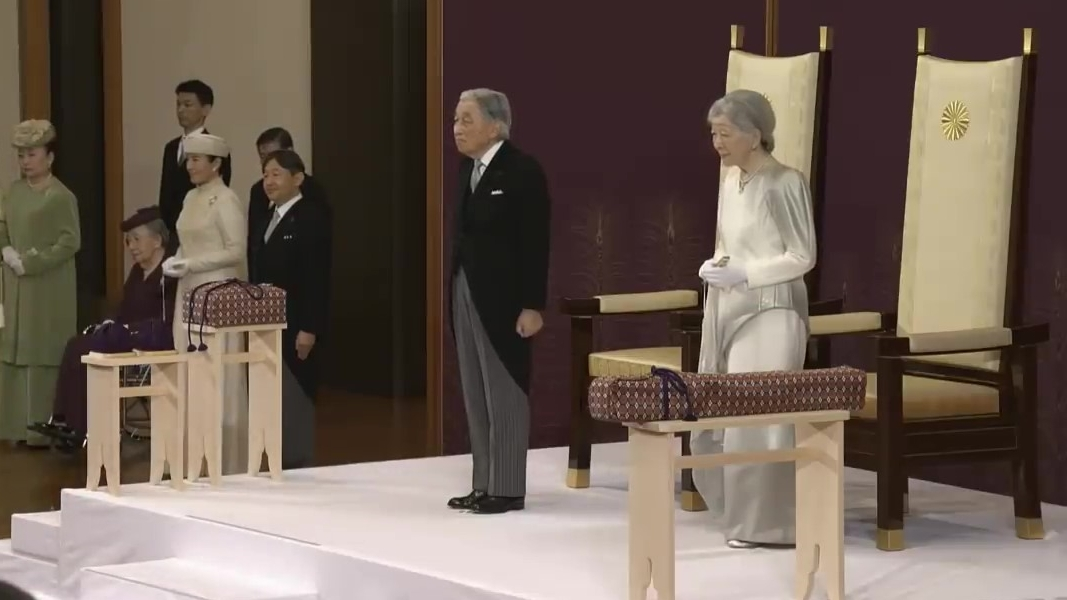
退位礼正殿の儀

2017年12月14日、明仁は、自身の退位の儀式をなるべく簡素に行うことを望んでいると、宮内庁長官の山本信一郎が明らかにした。これを受けて宮内庁は内閣総理大臣官邸に、日本国外からの賓客を招待させず、宮殿で静かに行うように伝えた。2018年1月9日には、「天皇陛下の御退位及び皇太子殿下の御即位に伴う式典準備委員会」の第1回会合が行われた。会合では、日本とその国民の統合の象徴である天皇の退位時には儀式を行うべきとの意見が出た。2月20日に行われた第2回会合では、前回の光格天皇の退位の儀式と、貞観儀式に定められた退位の儀式を参考にし、上皇の在所が整備されていないことから宮殿の正殿松の間で儀式を行うべきとし、皇太子や国民を代表する者である三権の長などが参列し、皇族が供奉した上で、明仁の退位を明らかにするために、明仁と内閣総理大臣が言葉を述べるべきだとされた。また、剣璽等は捧持されるべきだとした。
3月9日に公布された「天皇の退位等に関する皇室典範特例法施行令」の第一条で「天皇の退位等に関する皇室典範特例法（以下「法」という）第二条の規定による天皇の退位に際しては、退位の礼を行う。」と定められたことから、3月30日に行われた式典準備委員会の第3回会合では、天皇が退位する2019年4月30日に宮内庁の事務のもと、宮中にて退位の礼として退位礼正殿の儀を行い、これが明仁にとって退位前最後に国民の代表に会う機会となることが説明された。こうして4月3日には、儀式についての方針が閣議決定された。この後8月1日には、これらの儀式を準備する皇位継承式典事務局が設置された。2019年1月17日に行われた「天皇陛下の御退位及び皇太子殿下の御即位に伴う式典委員会」の第3回会合では、退位礼正殿の儀では、剣璽等を安置することに憲法上の問題はなく、皇室の伝統にも合致するため、これを行うべきだとされた。服装は、簡便さと高格式が併存するモーニングコートが、見送りの儀式としてはふさわしいとされた。そして4月19日には、退位の礼を国事行為として行うことが閣議決定された。

#### 即位に伴う行事の検討
2018年10月12日に行われた「天皇陛下の御退位及び皇太子殿下の御即位に伴う式典委員会」の第1回会合では、即位の儀式については、日本国憲法のもとでの例がすでにあったので、この基本的な考えや内容を継承すべきとされた。

##### 剣璽等承継の儀

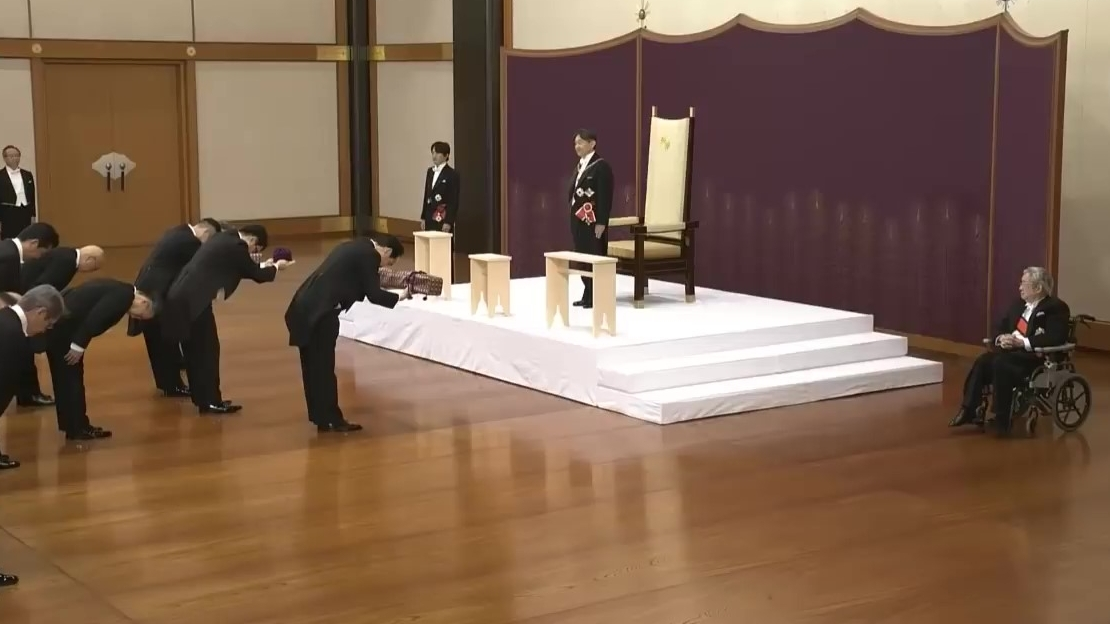
剣璽等承継の儀

2018年3月30日に行われた「天皇陛下の御退位及び皇太子殿下の御即位に伴う式典準備委員会」の第3回会合では、宮内庁が基本的な考え方・内容、女性の不参列などは平成のときと同様にして、徳仁の即位当日に行うことが説明された。また、2019年1月17日に行われた「天皇陛下の御退位及び皇太子殿下の御即位に伴う式典委員会「」の第3回会合では、この儀式は象徴天皇制に合致し、宗教的行為でもないので、国事行為で行うことが妥当とされた。服装については、徳仁が天皇として迎える初の晴れの舞台であり、平成のときと違い、前帝の崩御直後の開催ではないことから、燕尾服がよいとされた。
なお、この儀式に際して、当時の法律では由緒物を明仁から徳仁に譲渡するにあたって、贈与税がかかることになっていた。しかし、2017年4月の天皇の公務の負担軽減等に関する有識者会議の最終報告では、昭和天皇から明仁に譲渡された際に相続税が非課税となったことから、贈与税も非課税とするべきとされた。天皇の退位等に関する皇室典範特例法附則第7条には、「第二条の規定により皇位の継承があった場合において皇室経済法第七条の規定により皇位とともに皇嗣が受けた物については、贈与税を課さない」と定められた。また、当日の2019年5月1日には、この儀式が国事行為として行われることが閣議決定された。

##### 即位後朝見の儀

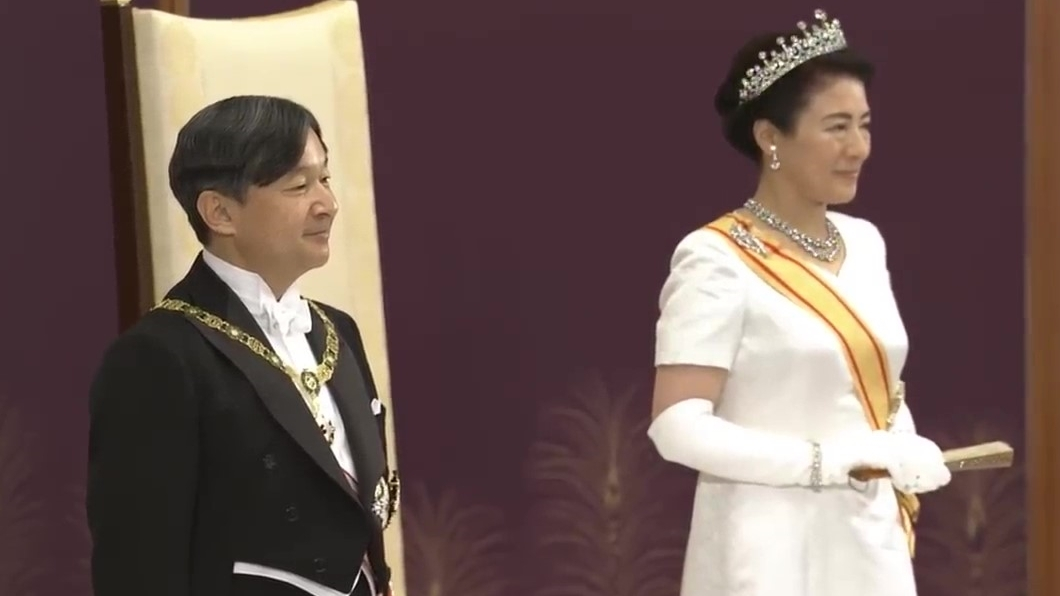
即位後朝見の儀

2018年3月30日に行われた「天皇陛下の御退位及び皇太子殿下の御即位に伴う式典準備委員会」の第3回会合では、剣璽等承継の儀終了後、当日中に行われることとされた。また、2019年1月17日に行われた「天皇陛下の御退位及び皇太子殿下の御即位に伴う式典委員会」の第3回会合では、剣璽等承継の儀と同様、国事行為として行うことが妥当とされ、服装も剣璽等承継の儀と同じ燕尾服がふさわしいとされた。そして、当日の2019年5月1日に、国事行為として行われることが閣議決定された。

##### 即位礼正殿の儀

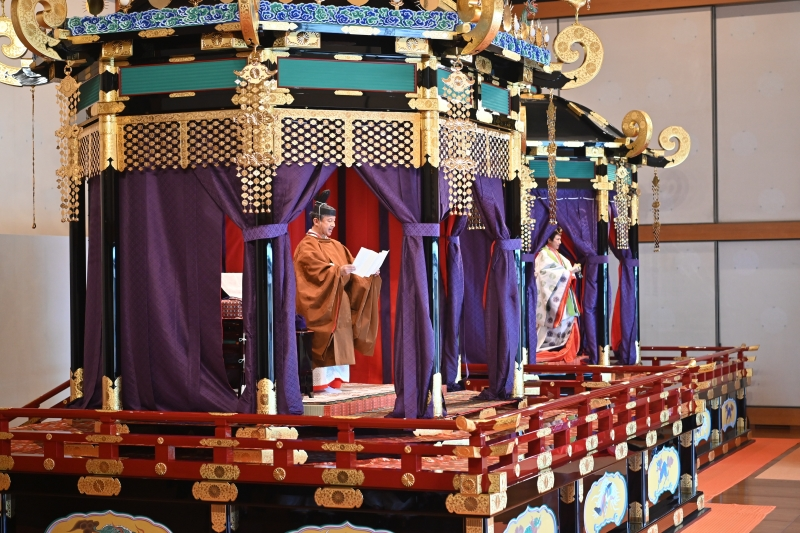
即位礼正殿の儀

2018年1月9日に行われた「天皇陛下の御退位及び皇太子殿下の御即位に伴う式典準備委員会」の第1回会合では、大嘗祭に余裕を持たせるため、早めの実施が妥当とされた。3月30日に行われた第3回会合では、2019年10月22日に、内閣府が事務を執る国事行為として、宮中で行うことが説明された。2018年10月12日に行われた「天皇陛下の御退位及び皇太子殿下の御即位に伴う式典委員会」の第1回会合では、即位礼正殿の儀の日程、回数、形式は、現代社会に合わせて臨機応変に検討すべきとされた。11月20日に行われた第2回会合では、即位礼正殿の儀の参列者を約2500人とし、荒天時も大丈夫であるように、すでにある宮殿施設を利用することなどが示された。2019年3月19日に行われた第4回会合では、外務省経由で速やかに、招待する人物を各国に伝えるべきだとされた。5月21日に行われた第5回会合では、即位礼正殿の儀が行われる当日に、祝意奉表を、日本国民が揃って祝うために行うべきだとされた。6月20日に行われた第6回会合では、即位礼正殿の儀において高御座を調度品とすること、内閣総理大臣が国民の代表として万歳三唱を行うことは問題ないとされた。また、古からの皇室の伝統や儀式の目的に鑑みて、高御座から天皇が言葉を述べることもふさわしいとされた。その他、装飾を行うこと、威儀者を配置すること、剣璽を安置することなども、皇室の伝統に照らしてふさわしく、問題ないと判断された。そして9月18日に行われた第7回会合では、天皇の進路について、紫宸殿の後ろから出て、高御座からも後ろから登るという、より伝統に沿ったコースがふさわしいとされた。また、細目についても了承された。即位礼正殿の儀が国事行為として行われることが閣議決定されたのは9月20日だった。

##### 祝賀御列の儀

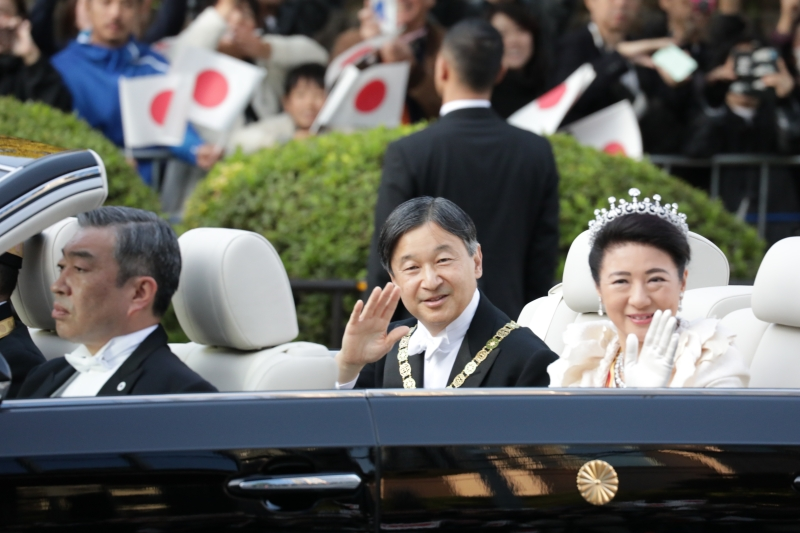
祝賀御列の儀

2018年3月30日に行われた「天皇陛下の御退位及び皇太子殿下の御即位に伴う式典準備委員会」の第3回会合では、祝賀御列の儀は即位礼正殿の儀終了後、その日のうちに、内閣府が事務を執る国事行為として、宮殿から徳仁の在所までのルートで行うこととされた。11月20日に行われた「天皇陛下の御退位及び皇太子殿下の御即位に伴う式典委員会」の第2回会合では、祝賀御列の儀で徳仁とその后が乗る自動車はオープンカーとし、周囲から彼らを見やすいようにすること、前回使われたオープンカーは老朽化が進んでいることから、環境性能や安全性能に長けた新しいオープンカーを用意することになった。2019年5月21日に行われた第5回会合では、徳仁とその后のルートは、沿道の警備がしやすく、交通への影響も抑えられる上、彼らの姿を沿道から見やすいようなルートが決定された。6月20日に行われた第6回会合では、当日の天気が悪かった際のための予備日が検討され、参加の容易性、交通規制の影響、皇室行事などの都合から、土曜日である10月26日を主として検討されることになった。9月18日に行われた第7回会合でこの日が予備日として決定した。9月20日、国事行為として行われることが閣議決定された。しかし、令和元年東日本台風（台風19号）の被災者に配慮するために、日曜日である11月10日に延期されることが、10月18日に閣議決定された。

##### 饗宴の儀

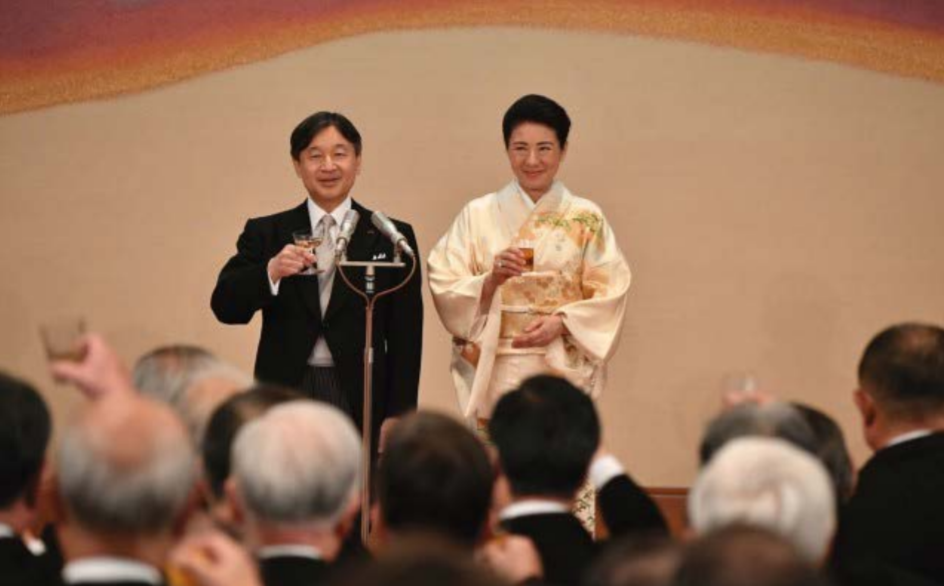
饗宴の儀

2018年3月30日に行われた「天皇陛下の御退位及び皇太子殿下の御即位に伴う式典準備委員会」の第3回会合では、内閣府が事務を執り、宮中で国事行為として行うことが提示された。10月12日に行われた「天皇陛下の御退位及び皇太子殿下の御即位に伴う式典委員会」の第1回会合では、現代の情勢に合わせて、回数や挙行日を検討するのがふさわしいとされた。11月20日に行われた第2回会合では、できるだけ多人数の参列が、即位の披露・祝福の趣旨からはふさわしいとされたが、皇室の負担軽減や時代の事情から、2019年10月22日、10月25日に着席して、10月29日、10月31日に立席して、約2600名を招いて行うこととなった。2019年6月20日に行われた第6回会合では、他の行事と足並みを揃えるために、臨席者への個別の謁見は行わないこととされ、外交的な儀礼の観点から、即位礼正殿の儀に参加しない駐日外国大使らの配偶者を招待することはふさわしいとされた。そして、9月18日に行われた第7回会合では、参列者と徳仁、それに徳仁の后がともに喜べるよう準備するとされ、細目も了承された。9月20日、国事行為として行われることが閣議決定された。

##### 内閣総理大臣夫妻主催晩餐会
2018年3月30日に行われた「天皇陛下の御退位及び皇太子殿下の御即位に伴う式典準備委員会」の第3回会合では、内閣府が事務を執り、東京都内で即位礼正殿の儀の翌日に行うことが提示された。11月20日に行われた「天皇陛下の御退位及び皇太子殿下の御即位に伴う式典委員会」の第2回会合では、十分な予算と念入りな準備のもと、日本国外からの来賓に、日本の文化をよく理解し、満喫してもらうべきだとされ、また、日本以外の元首や祝賀使節など約900人が参列することになった。また、3月19日に行われた第4回会合では、野村萬斎が文化行事の総合アドバイザーに就任することが説明された。そして、5月21日に行われた第5回会合では、文化行事が徳仁の即位を祝い、参列者に伝統的な日本文化を紹介するのにふさわしいものであるとの評価を受けた。その後、6月20日に行われた第6回会合では、始める時刻を前回より繰り上げ、文化行事や正饗の行われる時刻を適当なものとし、終了時刻が早まるようにするのはふさわしいものであるとされた。さらに、9月18日に行われた第7回会合では、進行の円滑性・自然性から、前回と異なり、正饗の始めに内閣総理大臣の乾杯と挨拶を行うべきだとする細目が了承された。

##### 立皇嗣の礼
2018年2月20日に行われた「天皇陛下の御退位及び皇太子殿下の御即位に伴う式典準備委員会」の第2回会合では、儀式を行うことで、内外に皇嗣と皇太子が同格であることがさらに周知される一方、現代にふさわしい儀式のあり方については今後の課題であるとされた。3月30日に行われた第3回会合では、2020年に宮内庁が事務を司り、宮中で、文仁が皇嗣になったことを広く日本国民に周知するために行うとした。10月12日に行われた「天皇陛下の御退位及び皇太子殿下の御即位に伴う式典委員会」の第1回会合では、徳仁の即位から1年以内であり、関係者が難なく参列でき、徳仁の即位に伴う他の行事が終了しており、季節的にも穏やかになってくるという観点から、2020年4月19日の開催が決定した。しかし、2020年春に新型コロナウイルスの大規模感染が起こり緊急事態宣言が発令される事態となったため、同年4月14日に立皇嗣の礼が無期限延期されることが決まった。その後、感染状況が一定程度落ち着いたとして、同年11月8日に執り行われた。

##### 大嘗祭

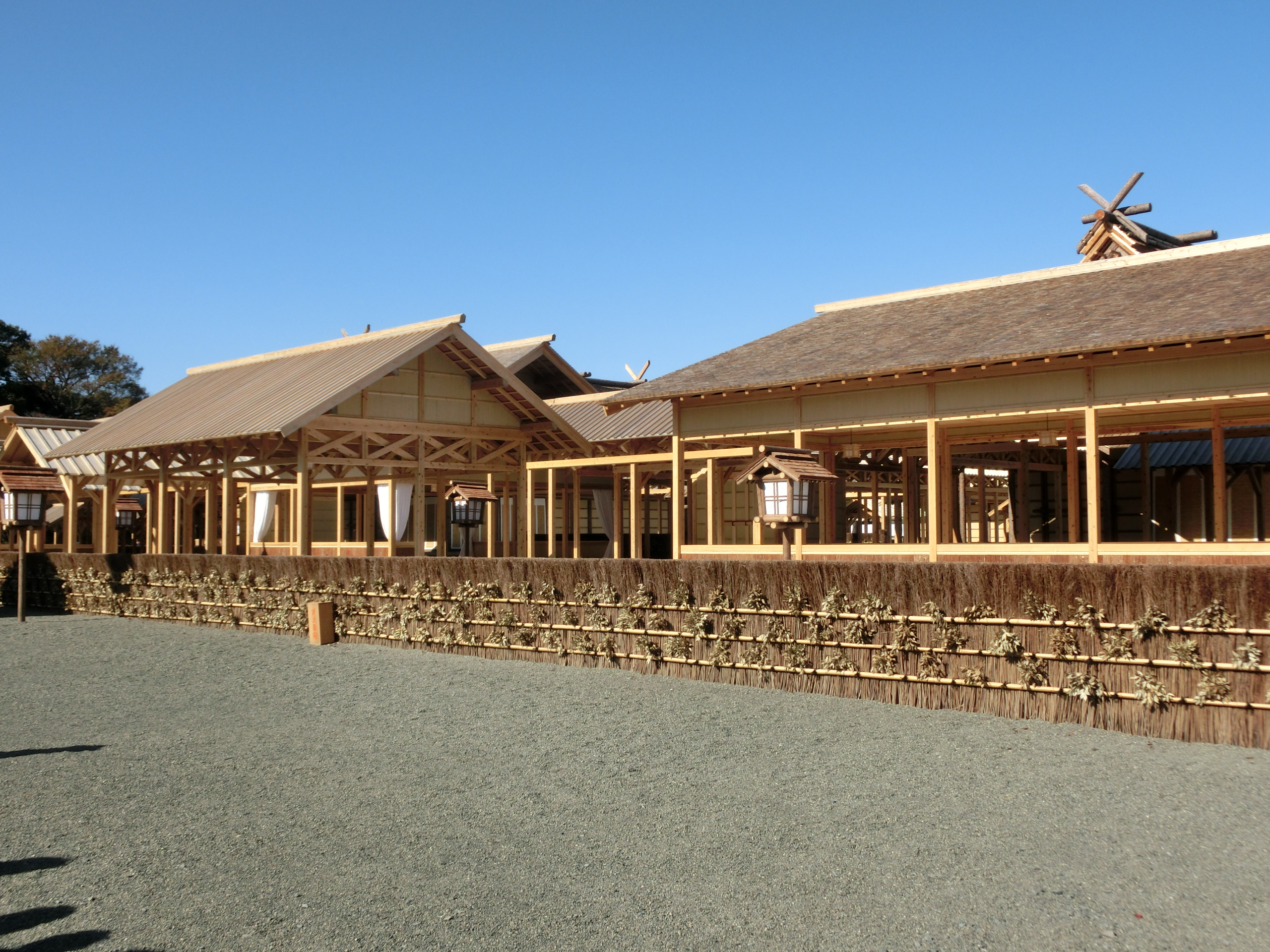
大嘗宮

2017年11月24日、宮内庁は大嘗祭を2019年11月に行う方針を明らかにした。まだ明仁の退位が2019年3月31日になるのか同年4月30日になるのか分からない段階であったが、「田植え前であれば斎田点定の儀は可能で、即位年の11月に行うことは問題ない」とした。2018年3月30日に行われた「天皇陛下の御退位及び皇太子殿下の御即位に伴う式典準備委員会」の第3回会合では、宮内庁が大嘗祭について、1989年12月21日に閣議で了解された整理のとおりに、準備を進めるとした。また、時期については、古くからの例に則り、2019年11月の2番目の卯の日すなわち11月14日と、翌11月15日とすることが決まった。
2018年10月12日、宮内庁は大礼委員会を設立した。11月20日に行われた第2回委員会では、大嘗祭に約700名が参列することが了解された。これは、大嘗祭の様子を見られる席数として最大限のものであった。また、前回と同じく、皇居東御苑本丸北側の大芝生に大嘗宮を設け、それに伴う東御苑の閉鎖など、一般客への影響をできる限り小さくできるように考えることとされた。12月19日に行われた第3回委員会では、全般的な物価の上昇、熟練職人の減少などから、前回と同様の大嘗宮を設置すると、その費用は25億円ほどにもなり、前回の約1.7倍になるとされた。そこで、材料を板葺きにし、皇族などが座る小忌幄舎や殿外小忌幄舎の面積を、それぞれ4割、4分の3ほどに縮小し、儀式が主に行われる柴垣も縮小することになった。また、膳屋や斎庫は組立式にすることになった。これ以外にも、東御苑の全面閉鎖を大嘗祭当日などに限ったり、建物や装束をできるだけ再利用したりすることなどが決定した。2019年4月15日の第6回委員会では、斎田点定の儀は前回の例に倣うこととされ、7月3日の第7回委員会までには、 斎田の決定手続きが了承された。この委員会までには、大嘗宮の地鎮祭が7月26日に行われることが決まっていた。10月2日の第8回会合では、大嘗祭の参列者が前回より230名ほど減ることが説明された。

##### 御即位一般参賀

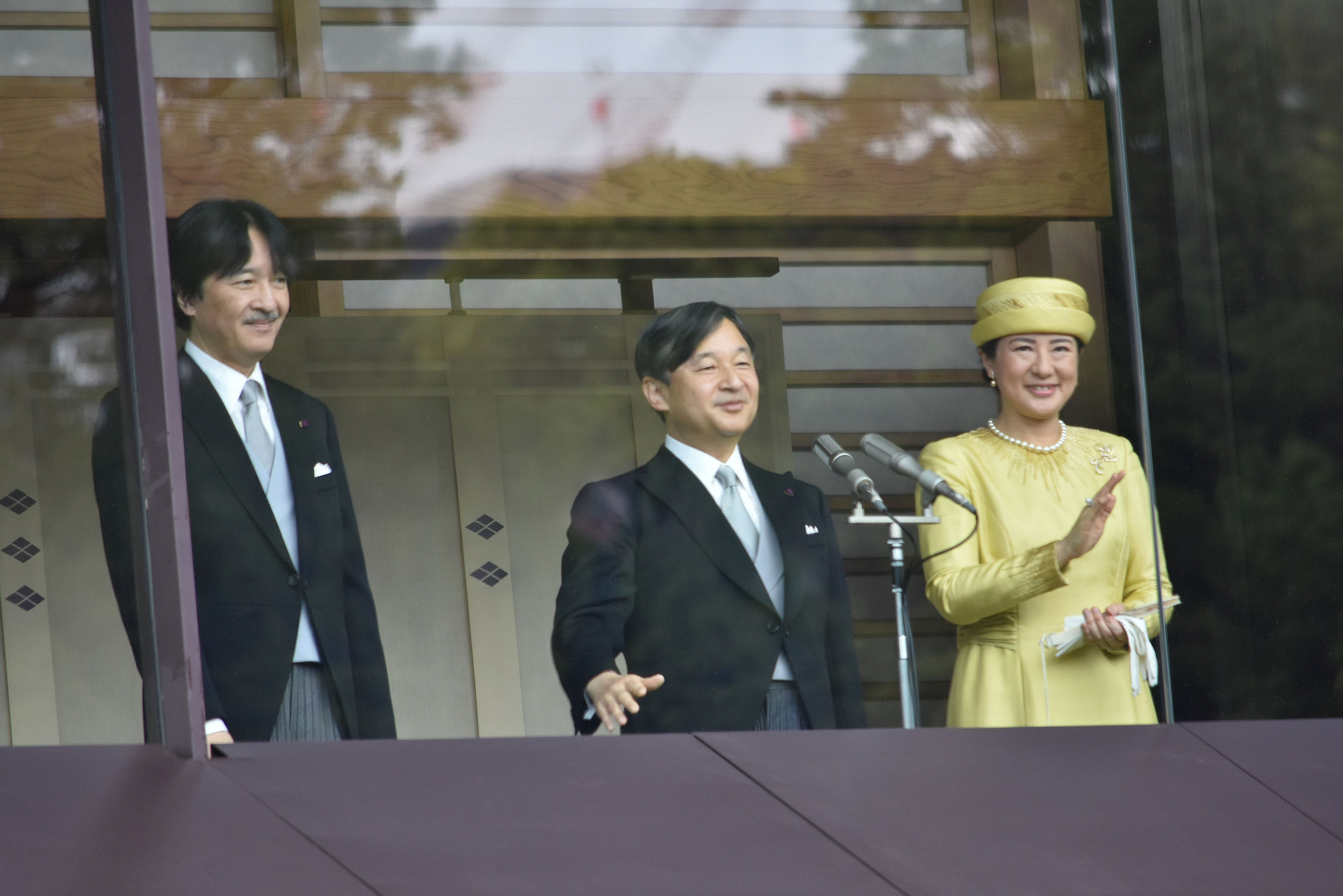
天皇の即位を祝う一般参賀

2019年2月18日、「5月上旬、つまり徳仁の即位直後に、一般参賀を行うことが検討されている」と報道された。当初は即位礼正殿の儀後の10月26日の実施が検討されていたが、日本国民が速やかに祝えるようにすべきとの意見から5月4日に開催されることが決まり、3月4日に記者会見で発表された。退位した明仁とその后は参加しないとされた。また、4月10日には、当日は10時から15時までに6回行われるとする要項が発表された。

##### 天皇陛下御即位をお祝いする国民祭典
この祭典は、天皇陛下御即位奉祝国会議員連盟、天皇陛下御即位奉祝委員会、公益財団法人日本文化興隆財団が、内閣府、東京都、千代田区などの後援を受けて主催したものである。2019年9月24日に、11月9日に開催し、脚本家の岡田恵和が作詞した水をテーマにする奉祝曲を、アイドルグループ「嵐」とピアニストの辻井伸行が披露するなどとする企画概要が発表された。郷土芸能による祝賀パレードを行う第1部と、奉祝曲が流され内閣総理大臣の安倍晋三らが祝辞を述べる第2部に分かれ、後者は公募で約1万人を選ぶとした。申し込みはウェブサイトで9月24日から10月2日まで受け付けられ、10月17日に当選発表があった。47万4176人が応募し、約1万人が当選した。

### 天皇誕生日・臨時の国民の祝日の検討
2017年12月6日、休みになることで、日本国民が、改元によるシステムの変更をできるだけ受けずに済んだり、揃って徳仁の即位を祝ったりできるとして、徳仁の即位日である2019年5月1日を国民の祝日（以下、単に「祝日」とする）または国民の休日（以下、単に「休日」とする）とすることが検討され始めたとの報道があった。ところで、天皇誕生日については、天皇の退位等に関する皇室典範特例法附則第10条に「国民の祝日に関する法律（昭和二十三年法律第百七十八号）の一部を次のように改正する。第二条中『春分の日 春分日 自然をたたえ、生物をいつくしむ。』を『天皇誕生日 二月二十三日 天皇の誕生日を祝う。春分の日 春分日 自然をたたえ、生物をいつくしむ。』に改め、『天皇誕生日 十二月二十三日 天皇の誕生日を祝う。』を削る。」と定められているので、このままでは明仁の退位後は12月23日は祝日でなくなることになるが、2017年12月21日の記者会見では、「平日とするのか、あるいは新たな国民の祝日とするかは国民各層の幅広い議論が必要」と、官房長官の菅は述べた。しかし、明仁の退位後に「上皇誕生日」のような祝日を設けると、明仁と徳仁で二重の権威を持っていると思われる恐れがあるため、当分は平日とすべきとの指摘がこの時点であった。2018年2月1日に政府が公表した2019年の祝日でも、4月30日に12月23日を誕生日とする明仁が退位し、5月1日に2月23日を誕生日とする徳仁が即位するため、1948年に国民の祝日に関する法律が施行されて以来初めて、天皇誕生日がない年になるとされた。また、2月13日には、即位礼正殿の儀が行われる日も休日とすることが検討され始めたと報じられた。そして、6月26日には、2019年5月1日を祝日とすることで最終的な調整が始まったと報じられた。2018年10月12日に行われた「天皇陛下の御退位及び皇太子殿下の御即位に伴う式典委員会の第1回委員会」では、内閣総理大臣の安倍晋三が、2019年5月1日と、即位礼正殿の儀が行われる2019年10月22日の両方を祝日とし、2019年4月30日と同5月2日を休日とする検討を進める旨を発言した。その後、2018年11月7日には自由民主党内閣第1部会で、2019年5月1日と同年10月22日を祝日とする特別法案が了承され、13日には閣議決定された。その日のうちに衆議院に提出され、12月4日には衆議院を通過した。12月8日には参議院本会議で可決され、成立した。前述のように、4月30日と5月2日は休日となったため、2019年のゴールデンウイークは4月27日から5月6日までの10連休になることとなった。

### 新元号の検討

#### 発表時期の検討

##### 事前発表へ
2017年1月11日に、明仁の退位日の案として2018年12月31日が示された時点で、「国民の生活が受ける影響を抑えるため、新しい元号を事前に発表することも検討されている」と報道されていた。翌1月12日には、徳仁の即位の早くて半年前、遅くとも数か月前には発表することが検討されていると報道された。

##### 即位後発表案
2017年1月10日産経新聞は新元号は天皇の即位後、剣璽等承継の儀と即位後朝見の儀が行われた後に、官房長官が速やかに公表するとした。2018年8月6日には、自由民主党の保守系の議員が、「新元号は徳仁が公布すべきだ」として、「新元号は徳仁の即位後、2019年5月1日に発表すべきだ」とする要請を官房長官の菅に行った。また、事前発表は一世一元の制にそぐわないともされた。

##### 2018年春・夏案
この案が明らかになったのは2017年5月18日だった。もっとも、この段階ではまだ、2019年1月1日の改元案が有力であった。12月1日に、明仁の退位日が2019年4月30日と決定した段階では、発表時期は「2018年中」と報じられており、早ければ2018年春に発表するという案もあったが、新元号への批判が強まる可能性があるので、あまりにも早く発表するのはやめるべきという指摘もあった。

##### 2018年秋・年末案
2018年1月18日には、祝賀ムードが高まるように新元号の発表と徳仁の即位の時期がずれすぎないようにしつつ、国民への影響を抑えるため、2018年秋以降の発表が調整されているとの報道があった。2月16日には、周知期間が長引くことで、新元号の賛否の議論が激しくなりすぎたり、平成と新元号の2つの元号が並び立つことで、明仁と徳仁が二重に権威を持ちかねないなどとして、2018年末以降の案が出てきたことが明るみに出た。

##### 2019年2月24日以降案
2018年2月の時点で、天皇陛下御在位三十年記念式典が開かれる2019年2月24日以降に発表する案は出ていたが、2018年3月31日には、2019年2月24日以降の発表で検討され始めたと報道された。短期でもシステム対応は可能とされ、天皇陛下御在位三十年記念式典以前に発表することで、関心が徳仁に移るのを防ぐのが目的だった。

##### 2019年4月11日以降・4月下旬案
2018年12月5日、自由民主党の保守派が事前発表に後ろ向きであることに配慮して、新元号発表から改元までの期間を短くし、2019年4月10日に開催される天皇陛下御即位三十年奉祝感謝の集いより後、つまり4月11日以降の発表が有力になっていることが明らかになった。また、4月7日及び21日の第19回統一地方選挙の投票日を避け、4月下旬にすべきだとする意見も現れた。

##### 2019年4月1日案（採用）
2018年5月17日、政府機関のシステム改修に1か月ほどかかるとして、2019年4月1日の発表を想定すると、記者会見で官房長官の菅は述べた。
内閣官房副長官（事務担当）の杉田和博らが事前発表の考えを変えないため、事前発表に反対する勢力は最低でも新しい元号を公布するのは徳仁であるべきで、発表は徳仁の即位前でも構わないと譲歩したが、杉田らは5月1日に平成と新元号が併存したり、新元号を定める政令の公布から施行までが異常に空いたりすると反論した。保守派は新元号の発表も4月1日から遅らせられないか検討したが、オペレーティングシステムのMicrosoft Windowsでは、世界標準で毎月1日に更新が行われるため、これ以上遅らせると新元号の更新が5月1日以降になることが判明した。他にも、天皇の退位等に関する皇室典範特例法の付帯決議で国民に支障を及ぼさないように政府に求められていることや、退位は事前に分かっているので失敗できないことが決め手となり、内閣総理大臣の安倍晋三は4月1日の発表を決断した。このことは2019年1月1日に報道され、1月4日に記者会見で安倍晋三が正式に発表した。
また、発表の時刻については、3月26日に、昼頃との見通しが報道され、3月29日には「元号選定手続き検討会議」で11時30分ごろと決定し、同日、官房長官の菅が記者会見で発表した。

#### 元号の決定についての検討

##### 元号の要件
2019年2月8日に開催された元号選定手続検討会議では、元号を決定するにあたっては、1979年10月23日に閣議報告された「元号選定手続について」に則り、平成への改元時と同様に行うことが決められた。すなわち、元号の条件は、読み書きしやすく国民の理想として適当なよい意味をもつ漢字2文字のものであり、俗用されていたり、過去に元号や諡として使われていたりしないものであることとなった。この他、ローマ字で表したときの頭文字が、明治のM、大正のT、昭和のS、平成のHのいずれにもならないようにすることも検討されていることが、2018年9月2日に報道された。また、3月29日の報道では、常用漢字を用いた、1文字の画数が15画を超えないもので、人名でよく使われているものや大企業名と合致するものは避けるが、小商店や中小企業の名と合致することは否定できないとした。また、民間で広く行われていた新元号予想で人気のあるものは俗用にあたるとして、できるだけ避けるとされた。

##### 元号の絞り込み
元号は、2019年3月14日に、正式に複数の専門家に考案が依頼されたことが、3月24日に官房長官の菅により発表された。
しかし、実際には、元号が平成に改められた直後から、内閣内政審議室（2001年の中央省庁再編以降は内閣官房副長官補室）で、密かに平成の次の元号の選定が進められており、2019年2月末までに約70案が有識者から示され、それが内閣総理大臣の安倍晋三に提示された。この中から国書由来のものを含む十数案が絞られ、安倍晋三に説明されたが、安倍は追加で考案するよう指示した。そこで政府は専門家に、追加の考案を依頼し、過去に元号が選ばれた際に採用されなかった案も検討した。そして委嘱されたのが、国際日本文化研究センター名誉教授の中西進、中央大学名誉教授の宇野茂彦、二松学舎大学元学長の石川忠久、東京大学名誉教授の池田温（残り1人は未特定、以下この人物をAとする）の5人だったという。漢籍の専門家である宇野と、国書の専門家である中西・Aには追加で依頼が行われた。追加案が集まった3月27日、安倍・菅ら5人による会議が行われ、「広至」を推す意見もあったが、全員が「令和」がよいということで一致した。しかし、令和で確定はしなかった。そして、3月29日に、発表当日に有識者会議に諮る6案が決定した。

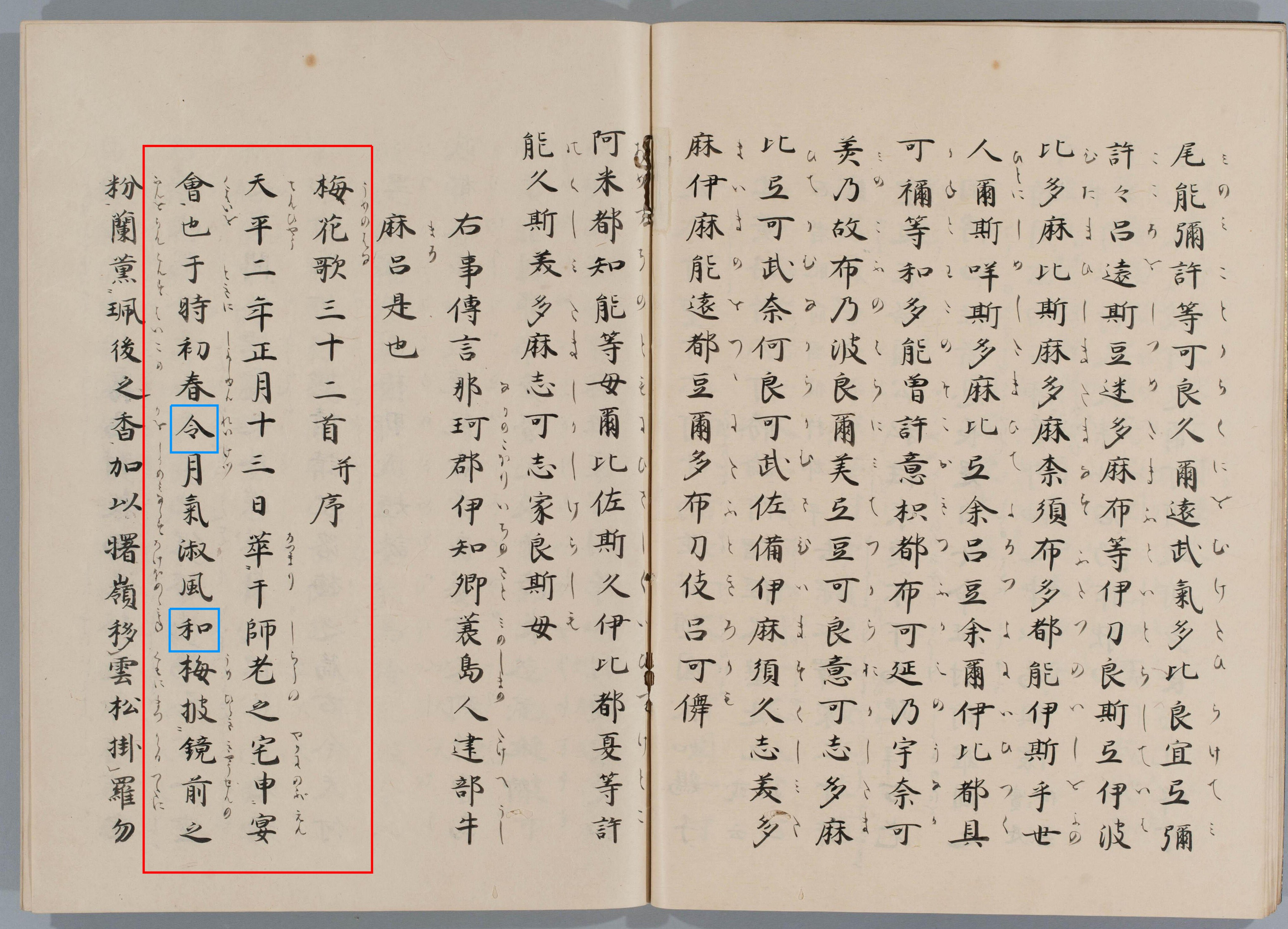
「令和」の出典となった万葉集の部分。

その6案は、以下の通りだと報道されている。ただし、政府は「令和」の元号と出典以外は公表していない。
- 令和（れいわ）中西が考案。出典は万葉集。
- 広至（こうし）宇野が考案。出典は日本書紀、続日本紀。
- 英弘（えいこう）宇野が考案。出典は古事記。
- 久化（きゅうか）宇野が考案。出典は易経。
- 万和（ばんな）石川が考案。出典は史記。
- 万保（ばんぽう）宇野が考案。出典は詩経。

##### 発表当日の議論と内閣官房長官による発表
2019年4月1日午前9時32分から10時8分まで、元号に関する懇談会が、各界の有識者を集めて行われた。懇談会では、参加した9人は全員、日本の国書から選ぶべきだとし、そのうち8人が、「令和」がふさわしいとした。

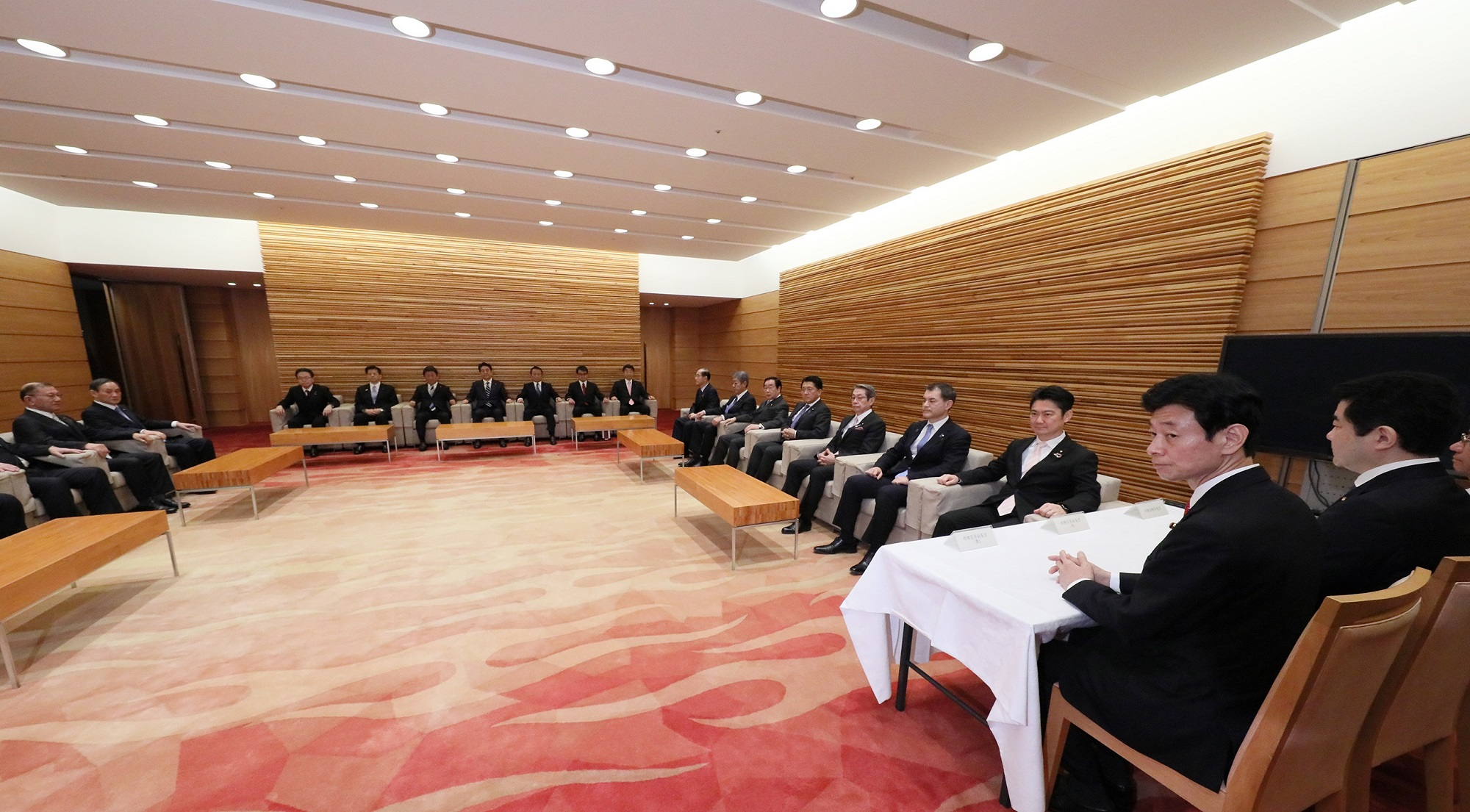
全閣僚による会議

その後10時20分から10時37分まで、衆議院議長の大島理森、衆議院副議長の赤松広隆、参議院議長の伊達忠一、参議院副議長の郡司彰に対する意見聴取が行われ、政府に一任することで一致した。さらに、10時58分から11時16分まで、全閣僚による会議が行われたが、予想以上に時間がかかったため、内閣総理大臣の安倍晋三の意向で「令和」と決定された。その後、11時18分から11時25分まで臨時閣議が行われ、元号を改める政令 (平成三十一年政令第百四十三号)が決定された。

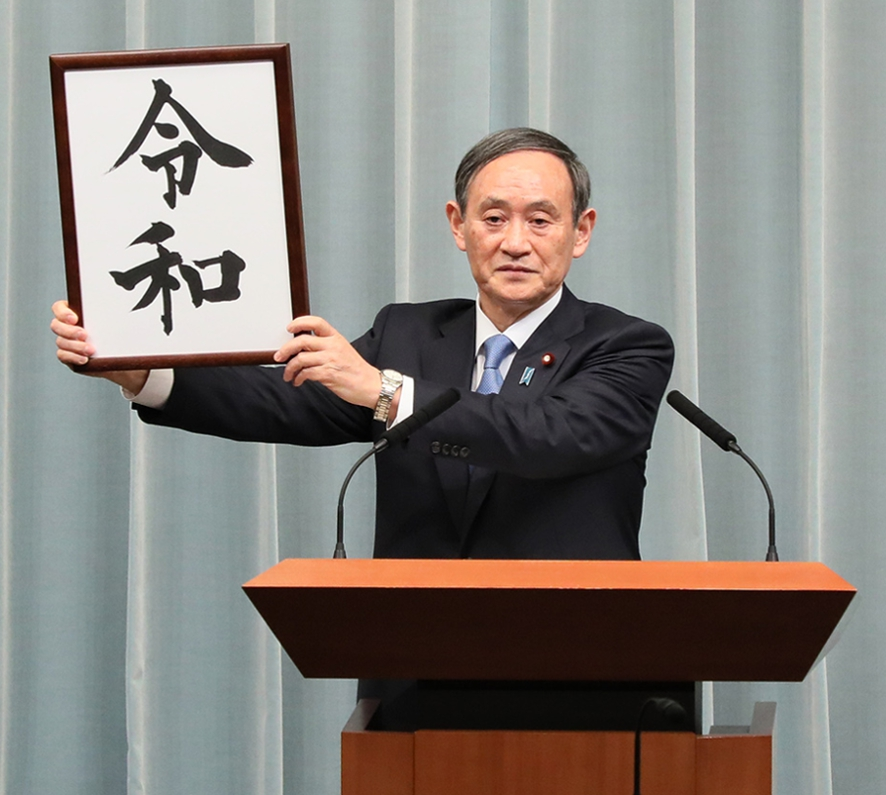
「令和」を発表する官房長官の菅

そして、午前11時40分に総理大臣官邸にて菅義偉内閣官房長官による記者会見が始まり、11時41分、「令和」と毛筆で書かれた奉書紙が入った額縁が掲げられ、新元号が「令和」（読み：れいわ）と発表された。12時5分からは安倍晋三首相による談話で、新元号の意義が話された。

### 記念品の検討

#### 記念貨幣
2018年5月30日、「天皇陛下御在位三十年」及び「皇太子殿下の御即位」に係る記念貨幣に関する会合が財務省で開かれた。徳仁の即位による記念貨幣の額面・デザイン・材質・周知方法などについて話し合われた。そして2019年5月10日、一万円金貨幣を5万枚・五百円バイカラー・クラッド貨幣を500万枚発行するなどとする要領が発表された。一万円金貨幣は純金製で、表面に鳳凰・瑞雲が、裏面に菊花紋章・梓・ハマナスがデザインされており、五百円バイカラー・クラッド貨幣は銅・亜鉛・ニッケル製で、表面に高御座がデザインされているなどとされた。製造は7月11日に開始され、10月18日には五百円バイカラー・クラッド貨幣の銀行での引き換えが始まった。一方、一万円金貨幣は通信販売でのみ発売された。

#### 記念切手
2019年8月20日に、日本郵便は鳳凰と宝相華文様をあしらった84円記念切手を200万シート（10枚で1シート）発売することを発表し、10月18日に発売した。

## 経過

### 明仁の退位まで
2019年3月12日10時ごろ、明仁は皇祖神を祭る場所である、皇居の賢所で、自身が4月30日に退位する旨の御告文を読み上げる「賢所に退位及びその期日奉告の儀」に臨んだ。また、午前中のうちには、同様の行為を歴代の天皇並びに皇族の霊を祀る皇霊殿、神々を祀る神殿でも行う「皇霊殿神殿に退位及びその期日奉告の儀」に臨んだ。同じ日の午後には、「神宮神武天皇山陵及び昭和天皇以前四代の天皇山陵に勅使発遣の儀」が御所で行われ、伊勢神宮と神武天皇、それに昭和天皇以前4代の天皇の陵に使者が派遣された。
3月15日には、この使者が午前には伊勢神宮外宮と昭和天皇陵、孝明天皇陵、午後には伊勢神宮内宮と明治天皇陵、大正天皇陵、この他神武天皇陵にも、明仁の2019年4月30日の退位を報告し、供え物をした（神武天皇山陵及び昭和天皇以前四代の天皇山陵に奉幣の儀、神宮に奉幣の儀）。
3月26日には、「神武天皇山陵に親謁の儀」が行われ、明仁と皇后が神武天皇陵に玉串を捧げ、礼をした。そして、4月末の退位を報告した。4月18日には、「神宮に親謁の儀」が行われ、明仁と皇后が伊勢神宮外宮の正殿で、玉串を捧げ、礼をした。そして、4月末の退位を報告した。午後には内宮を参拝した。4月23日には、「昭和天皇山陵に親謁の儀」が行われ、明仁と皇后が昭和天皇陵で玉串を供え、礼をした。そして、4月30日の退位を報告した。
明仁は4月27日に主要公務を終えた。4月30日10時過ぎ、「退位礼当日賢所大前の儀」が行われ、明仁が賢所で御告文を読み、退位の礼を行うことを報告した。続いて午前中のうちには、「退位礼当日皇霊殿神殿に奉告の儀」が行われ、明仁は賢所で行ったのと同様の行為を皇霊殿・神殿でも行った。17時過ぎからは、最後の儀式である退位礼正殿の儀が皇居宮殿正殿・松の間で、約300人が参列して行われた。
明仁は、（1989年1月7日の即位以来約30年すぎの在位にあって）自身を支え、受容した国民に感謝し、翌日から始まる新しい令和時代が、実り多く平和な時代になることを願う内容の言葉を述べた。その後、明仁は皇族や宮内庁、皇宮警察職員から挨拶を受け、19時過ぎに住まいに戻り、側近からも挨拶を受けた。そして同日をもって、明仁は天皇として202年ぶりに退位し、同時に「平成（へいせい）」の時代は幕を閉じた。

### 徳仁の即位後

#### 即位礼正殿の儀の前
翌5月1日0時、徳仁は第126代天皇に即位し、同時に元号は「令和（れいわ）」と改められた（改元）。そして、退位した明仁は（光格天皇以来の）上皇となった。10時前、徳仁は皇居に到着し、即位後初めての国事行為として、剣璽等承継の儀を国事行為として行う閣議決定（第4次安倍第1次改造内閣）に裁可した。10時30分から5分ほど、剣璽等承継の儀が26人が参列した上で松の間で行われた。侍従が、皇位の証である剣璽、天皇の印の御璽、国家の印の国璽を徳仁の前の台「案」に置くことで、皇位継承が明らかになった。これに合わせて、宮中三殿では、徳仁に代わって掌典長が徳仁が即位した旨の御告文を読み上げる「「賢所の儀」と「皇霊殿神殿に奉告の儀」とが行われた。そして、11時12分から7分ほど、即位後朝見の儀が、徳仁に加え、皇后となった雅子やその他の女性皇族も出席した上で、290人余りが参列して行われた。徳仁は、「象徴としての務めを果たし、国民を思い国民に寄り添っていく」と述べ、内閣総理大臣の安倍晋三も挨拶した。その後、徳仁は15時頃に即位後初めて明仁に会い、15時半過ぎには宮殿で皇族から祝賀を受けた。その後、侍従職からも祝福を受けた。
5月4日には14万1130人が来場して、宮殿で即位一般参賀が行われた。徳仁は、「おことば」の中で、「国民の幸せと日本のより一層の繁栄、世界平和を願う」と述べた。
5月8日午前には、「賢所に期日奉告の儀」と「皇霊殿神殿に期日奉告の儀」が宮中三殿で行われ、御告文を読み上げて、即位の礼と大嘗祭が行われる期日を報告した。また、同日午後には、宮殿で「神宮神武天皇山陵および昭和天皇以前四代の天皇山陵に勅使発遣の儀」が行われ、伊勢神宮と神武天皇、それに昭和天皇以前4代の天皇の陵に使者が派遣された。この4人の使者は、5月10日に「神宮に奉幣の儀」と「神武天皇山陵及び昭和天皇以前四代の天皇山陵に奉幣の儀」を伊勢神宮と神武天皇、それに昭和天皇以前4代の天皇の陵で行い、即位の礼と大嘗祭の日付が書かれた御祭文を読み上げた。
5月13日午前には、神殿で、「斎田点定の儀」が行われ、亀の甲を用いた占いの結果、大嘗祭で用いる米の産地は東の悠紀地方の栃木県と西の主基地方の京都府にすることが決まった。
一方、上皇となった明仁は上皇后となった妻の美智子とともに在位中、時間的な余裕がなく、積み残しとなっていた退位に関する儀式に臨むため、6月6日に「大正天皇山陵に親謁の儀」、6月12日には明治天皇・孝明天皇の山陵にも同様の親謁の儀を行い、退位を報告し、退位関連の儀式を全て終えた。
7月26日には、東御苑で大嘗宮地鎮祭が開かれ、掌典職が祝詞を上げた後、幹部が拝礼を行った。9月26日15時からは、栃木県高根沢町と京都府南丹市で「斎田抜穂前一日大祓」が行われ、米の収穫予定者が清められた。翌9月27日には、両地で「斎田抜穂の儀」が行われ、大嘗祭で用いる米が収穫され、稲実殿に置かれた。10月15日には、この新穀を大嘗宮に運び込む「悠紀主基両地方新穀供納」が行われた。

#### 即位礼正殿の儀・饗宴の儀
一方、10月22日9時3分からは、「即位礼当日賢所大前の儀」、さらに「即位礼当日皇霊殿神殿に奉告の儀」が宮中三殿で行われ、即位礼を行うことが報告された。その後、13時5分から13時35分まで即位礼正殿の儀が行われた。徳仁は内外に即位を宣言し、象徴としての務めを、憲法を守り、日本の成長と世界平和を願いながら果たすことを誓った。その後、内閣総理大臣の安倍晋三が祝詞にあたる「寿詞」を読み上げ、万歳三唱を行った。これに合わせ、陸上自衛隊は21発の礼砲を撃った。
その後、19時20分から23時20分まで饗宴の儀が行われ、招待国の元首や首脳らと天皇・皇后が会食した。翌10月23日には、内閣総理大臣夫妻主催晩餐会が、招待国の元首・首脳らを招いて行われ、文化行事では能や狂言が披露された。メニューは和洋折衷のものだった。饗宴の儀は2回目が10月25日に各界の代表者や三権の長など約400人が招かれて、3回目が10月29日に台風被災地の知事や国会議員など約680人が参加して、最終回の第4回が10月31日に、駐日外国大使や各界の代表者など約690人が参加して行われた。

#### 饗宴の儀の終了後
11月9日には、「天皇陛下御即位をお祝いする国民祭典」が行われ、内閣総理大臣の安倍晋三が祝いの言葉を述べた後、徳仁は感謝の意を表明した。翌11月10日の15時から15時30分には、即位パレードである祝賀御列の儀が行われ、天皇・皇后が、宮殿から祝田橋交差点、国会議事堂前、青山一丁目交差点を経て、赤坂御所まで約4.6キロメートルをパレードした。
一方、11月8日には、「神宮に勅使発遣の儀」が行われ、徳仁が伊勢神宮に大嘗祭の実施を知らせる使いを派遣した。11月12日には、大嘗祭に向けて、「大嘗祭前二日御禊」で徳仁が、「大嘗祭前二日大祓」で皇族を代表して常陸宮正仁親王が、祓いを受けた。11月13日午後には、供え物をして祝詞を読み、大嘗宮の無事を祈る「大嘗祭前一日大嘗宮鎮祭」と、儀式の無事を祈る「大嘗祭前一日鎮魂の儀」とが行われた。そして11月14日には、伊勢神宮で徳仁の使いが祝詞を奏上し、大嘗祭の成功を祈願した（大嘗祭当日神宮に奉幣の儀）。同日午前、「大嘗祭当日賢所大御饌供進の儀」と「大嘗祭当日皇霊殿神殿に奉告の儀」が宮中三殿で行われ、大嘗祭の実行が報告された。そして同日18時半過ぎから、徳仁が大嘗宮において国家安寧と五穀豊穣を祈り御告文を読み上げ、神々に供え、自らも食べる「大嘗宮の儀」が、約510人の参列のもと行われ、まず「悠紀殿供饌の儀」が、次に「主基殿供饌の儀」が翌11月15日0時30分頃から行われた。翌11月16日には、大嘗宮の無事を感謝する「大嘗祭後一日大嘗宮鎮祭」が行われた。また同日、宮殿の豊明殿で、鯛のお造りなどをふるまったり、栃木県と京都府の伝統芸能を行ったりして、大嘗宮の儀への参加者をもてなす「大饗の儀」が行われ、約290人が参加した。大饗の儀は11月18日にも行われ、このときは281人が参加した。
11月22日には伊勢神宮外宮で、11月23日には同内宮で、徳仁夫妻は即位の礼と大嘗祭が終了したことを、玉串を捧げ拝礼をすることで報告する、「即位礼及び大嘗祭後神宮に親謁の儀」を行った。また、同様の報告を11月27日午前には神武天皇陵、同日午後には孝明天皇陵、11月28日には明治天皇陵、12月3日には大正天皇陵、昭和天皇陵で行った（即位礼及び大嘗祭後神武天皇山陵及び昭和天皇以前四代の天皇山陵に親謁の儀）。この間、11月28日には、京都御所で西日本の各界代表者約550人が参加して、茶会が徳仁夫妻によって催された。そして12月4日には、午前に宮中三殿で、即位の礼と大嘗祭の終了報告を行い（即位礼及び大嘗祭後賢所に親謁の儀・即位礼及び大嘗祭後皇霊殿神殿に親謁の儀）、午後には賢所で神楽を演奏し、天照大神に感謝を表明した（即位礼及び大嘗祭後賢所御神楽の儀）。これで即位に伴う儀式は全て終了した。

## 社会の反応

### 譲位についての世論
2016年7月に初めて生前退位の意向が報道されたとき、インターネット上では、2020年東京オリンピックと2020年東京パラリンピックに登場することが高齢の関係から難しいので、退位を早くすべきだと考えた者がいる、2016年東京都知事選挙の話題から逸らそうとしている、改憲議論を喚起しようとしている、逆に皇室典範改正を持ち出して改憲を阻止しようとしているなど、信憑性の不明な憶測が飛び交った。
しかし、2016年8月26日から8月28日まで行われた日本放送協会(NHK)による世論調査では、「明仁の生前退位を認めるべき」との回答が84.4パーセント、そのうち「皇室典範改正で全ての天皇の退位を認めるべき」との回答が70.3パーセントとなった。この他の世論調査でも、明仁の退位に賛成し、恒久的立法を求める意見が多く、大半の国民は生前退位に理解を示していたといえる。また、産経新聞社などによる合同世論調査では、改憲に反対する政党の支持者でさえ大半の人が、生前退位のための改憲を支持していた。摂政の設置についても、8月6日から8月7日にかけて朝日新聞社が行った世論調査で、73パーセントが認めてよいと回答した。
また、日本経済新聞社の世論調査では、天皇退位特例法が成立したことを88パーセントの者が評価した。

### 新元号の予想・対応・受容

#### 平成の次の元号の予想
インターネット上では、2016年7月13日の最初の報道の直後から、平成の次の元号が注目されていた。その後も、昭和天皇の崩御による改元であったために新元号の予想が忌避されていた前回とは異なり、生前退位であること、改元の日程がはっきり分かっていること、ソーシャル・ネットワーキング・サービスの普及により、誰もが自身の予想を公表できるようになったことなどが影響して、新元号の予想が盛り上がった。元号によく使われている漢字、頭文字のローマ字表記など、様々な観点からの予想が行われた。予想で人気があったのは、「安久」などであった。また、新元号を当てた者に平成元年（1989年）産のワインが当たるなど、新元号に関わる企画を行う企業も出てきた。しかし、これらの予想は軒並み外れることとなり、前述したワインが当たる企画でも、当てた者はいなかった。それでも、元号を当てた者に優待券を贈る企画で的中させた男性がいたり、2016年7月13日に「明治大正昭和平成令和」とツイートした人物がいたりした。

#### 改元・臨時の祝日への対応

##### 官公庁・地方自治体
2019年4月2日に行われた閣議で、「平成」の元号が記載された法令はそのためだけに改正して「令和」表記にはせず、「平成」のまま有効とすることが発表された。また、4月30日までに官公庁が作成する書類は「平成」表記のままとし、「令和」には改めないこと、5月1日以降の日付を「平成」の元号で日本国民が書いたものも有効とすること、平成三十一年度予算は5月1日以降、「令和元年度予算」の名とすることも発表された。この方針は円滑な移行、国民生活への影響抑制などが目的とされた。ただし、北九州市の水道局で、「令和」のテスト後平成に戻し忘れたため、2019年4月に、「令和31年」と記載した請求書を送ってしまうなどのトラブルはあった。

##### カレンダー業界
カレンダーの業界団体である全国団扇扇子カレンダー協議会は、2017年1月の段階で、印刷が間に合わなくなるとして、早めの新元号の発表を求めていた。また、同年6月には、遅くとも1年前の発表を求めたが、実現しなかった。結局、2019年のカレンダーは、5月から西暦にする、12月まで「平成」の元号で通すなどの対応がとられた。また、臨時祝日についても、決まったのが2018年12月であったため、祝日が記されたシールを発売するなどの対応が行われた。

##### コンピューター業界
日本マイクロソフトは、Windowsが新元号「令和」を適切に扱えるようにするための更新プログラムをリリースしたと、2019年4月26日に発表した。

#### 新元号「令和」の受容
日本放送協会が行った世論調査では、8割以上が新元号「令和」に好感を持てると答え、また、63パーセントが国書からの引用を評価し、内閣支持率も上昇した。「令和」を発表した官房長官の菅は、「平成」を発表した小渕恵三が「平成おじさん」と呼ばれたように、「令和おじさん」と呼ばれることになり、安倍晋三の有力な後継者の候補になる理由の一つとなった。
しかし、京都府教育庁 文化財保護課副主査の吉野健一は、「令」の字は日本・中国のいずれの元号にも使われたことがなく、「和」の字も昭和から平成を挟んだだけで再び使用されたことから、驚いたという。この他、京都産業大学准教授の久礼旦雄は、候補になったものの採用されなかった元号の中でも、「令」を使ったものは、幕末の文久への改元と元治への改元のときの「令徳」だけで、しかも朝廷が出したこの案に江戸幕府は、「徳川に命令する」という意味に反発したことから、「令」の字の読み書きしやすさや意味を重視し、この一件については気にしなかったのだろうと指摘している。また、久礼は、それまで難しいとされていた歌集からの採用にも驚きつつ、「令和」の由来となった万葉集の部分が漢籍由来であったことから、漢籍から採用する伝統も取り入れたと指摘している。

### 祝賀ムードと10連休

#### 改元の祝賀ムード

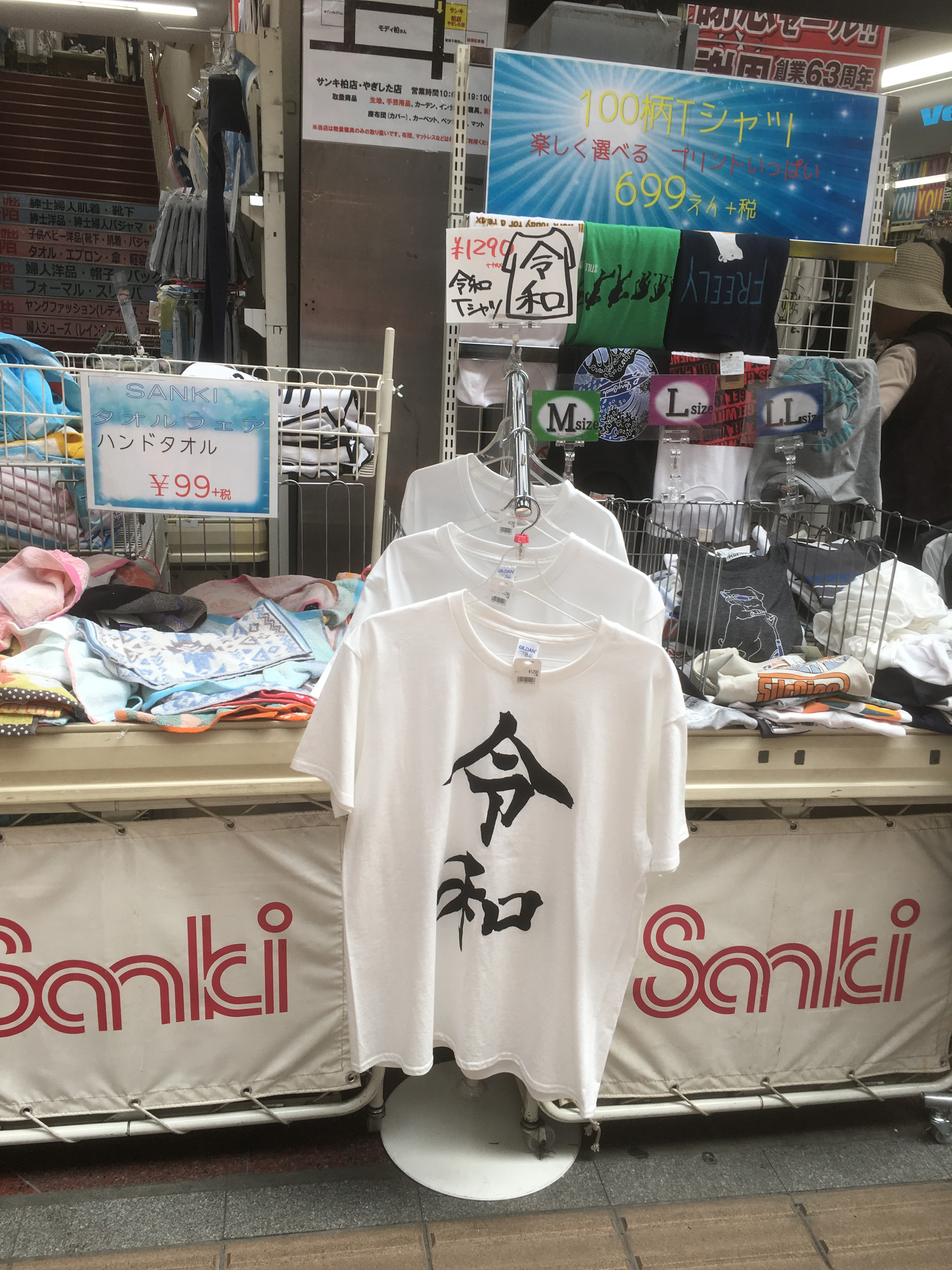
「令和」の文字がプリントされたTシャツ。

昭和から平成への改元時には、昭和天皇の崩御により自粛が広がったのに対し、天皇の退位による平成から令和への改元では、祝賀ムードが広がった。新元号が「令和」と発表された瞬間から、最速での記念品発売を目指す企業が現れたり、すぐに「令和」の文字が入ったTシャツが発売されたりするなど、たちまち社会現象となった。新元号が「令和」と決まったことを知らせる号外には多くの人が殺到し、「令和」の出典である万葉集を
求める者も急増した。そして4月30日、東京都渋谷区の渋谷スクランブル交差点や皇居前などで改元のカウントダウンが行われ、5月1日0時には、令和時代の始まりが祝われた。同日は、「令和元年五月一日」の朱印を求めて明治神宮が最長で10時間待ちになった。また、4月30日から5月1日で改元関係のツイートは1200万を数えた。

#### 10連休
前述の通り、2019年5月1日は臨時の祝日となったため、4月30日と5月2日は休日となり、4月27日から5月6日まで10連休となった。

##### 観光への影響
旅行会社のJCBは2019年3月下旬に行ったアンケートの結果などから、10連休中の日本国内の旅行者数を2401万人、日本国外への旅行者数を66万1000人と推計し、1969年以来最高になるとした。また、ヨーロッパなど、長期滞在に向いた目的地への旅行者が増えた。
帰省ラッシュについて、当初は休みが長いため渋滞は分散するだろうとの予測がされていたが、実際には、迂回路の未周知などから外れることとなった。

##### 公私機関の対応
東京株式市場も10日間連続での休場となったが、日本国外の市場の動向によっては連休明けにショックが起きることが懸念された。
10連休に伴い、厚生労働省や各都道府県は、ホームページで10連休中の受診が可能な病院を紹介する対応を行った。また、日本郵便は、5月2日に特例として手紙や葉書を配達すると発表した。
また、10連休の影響で、授業時数が不足したため、長期の休みを短くするなどして、授業時数を確保する学校もあった。

##### 10連休に関わる世論
10連休について、朝日新聞社が2018年12月に行った世論調査では、「嬉しくない」の回答が「嬉しい」を上回った。2019年3月に時事通信社が行った世論調査では、嬉しくない理由として「家事などの負担が増える」、「仕事を休めそうにない」との回答が多く、10日間休めると回答したのは32.4パーセントだった。

### 日本国外での対応・反応
明仁の退位に際し、アメリカ合衆国大統領のドナルド・トランプは、2017年に明仁に会ったことを光栄に思ったと振り返り、アメリカ合衆国の国民を代表して感謝を表明した。また、中華人民共和国外交部報道局長の耿爽は、明仁が「中日関係を発展させるため積極的な貢献をした」とした。そして、大韓民国大統領の文在寅は、明仁に、「在位中、平和を守る大切さを強調し、日韓関係の発展に大きく貢献された」という内容の書簡を送った。
日本国外のメディアも、明仁の退位を大きく取り上げた。ニューヨーク・タイムズは5話にわたる特集を組み、明仁の退位・徳仁の即位やそれに伴う儀式に関する記事を出した。また、ワシントンポストは、明仁夫妻の慈悲深さや国民との距離の深さに触れて報道した。
新元号である「令和」の英訳について、「令和」の「令」をorder、すなわち「命令」の意味だと報道する海外メディアが現れたことから、日本の外務省は2019年4月3日に、各国の在外公館に、「令和」の意味を対外的にBeautiful Harmony、すなわち「美しい調和」と説明するように求めた。

## 年表

### 2015年まで
- 2010年7月22日 - 明仁、参与会議で退位の意向を表明[3]。
- 2015年秋 - 宮内庁が内閣総理大臣官邸に明仁の意向を伝える[28]。

### 2016年
- 7月13日 - 退位についての最初の報道[30]。
- 8月8日 - 「象徴としてのお務めについての天皇陛下のおことば」公表[4]。
- 9月23日 - 天皇の公務の負担軽減等に関する有識者会議設置[43]。

### 2017年
- 1月23日 - 天皇の公務の負担軽減等に関する有識者会議設置の論点整理がまとまる[46]。
- 4月21日 - 天皇の公務の負担軽減等に関する有識者会議設置の最終報告がまとまる[5]。
- 6月9日 - 天皇の退位等に関する皇室典範特例法が成立[7]。
- 12月8日 - 2019年4月30日の明仁の退位が閣議決定[76]。

### 2018年
- 1月9日 - 天皇陛下の御退位及び皇太子殿下の御即位に伴う式典準備委員会の第1回会合[86]。
- 8月1日 - 皇位継承式典事務局設置[90]。
- 10月12日 - 天皇陛下の御退位及び皇太子殿下の御即位に伴う式典委員会の第1回会合[92]。大礼委員会の設置[105]。
- 12月8日 - 2019年5月1日と同年10月22日を臨時の祝日とする法案が成立[125]。

### 2019年

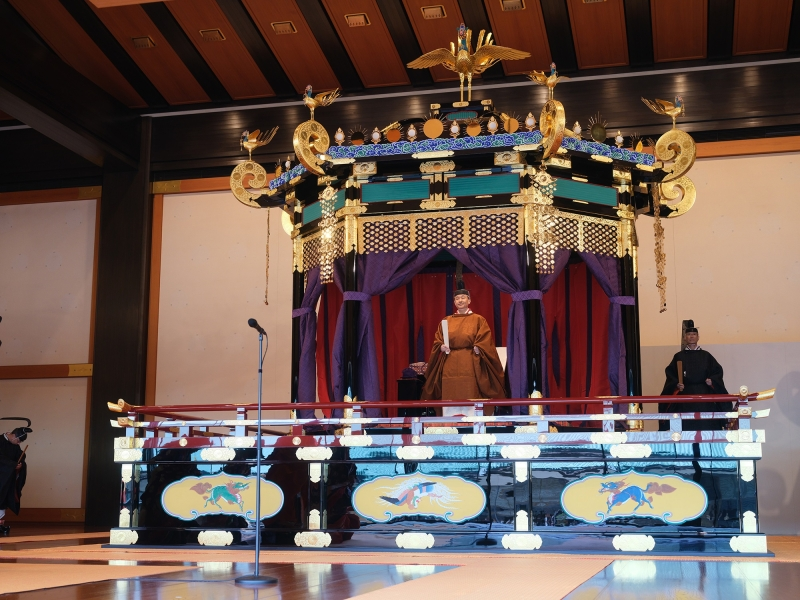
即位礼正殿の儀

- 3月12日 - 明仁の退位に伴う行事が始まる[158]。
- 4月1日 - 平成の次の元号が「令和」と決定・発表[145]。
- 4月30日 - 退位礼正殿の儀が行われ、明仁が退位し、平成が終了[2]。
- 5月1日 - 徳仁が即位し、令和が開始し[2]、剣璽等承継の儀[170]、即位後朝見の儀[172]が行われる。
- 10月22日 - 即位礼正殿の儀が行われる[189]。
- 10月22日[190]、10月25日[192]、10月29日[193]、10月31日[194] - 饗宴の儀が行われる。
- 11月10日 - 祝賀御列の儀が行われる[196]。
- 11月14日から11月15日 - 大嘗宮の儀が行われる[202]。
- 12月4日 - 徳仁の即位に伴う行事が終了する[211]。
- 12月27日 - 皇統譜に明仁の退位と徳仁の即位に関する儀式を執行したことが登録された[249]。

### 2020年
- 4月19日 - 立皇嗣の礼が行われる[92]。（延期）
- 11月8日 - 立皇嗣の礼が行われる[102][103]。

## 備考

### 「（生前）退位」か「譲位」か
2016年7月に、明仁の皇位を譲る意向が報じられたとき、各メディアは「生前退位」の表現を用いた。しかし、明仁が皇位を譲る旨を関係者に明かした際に用いた表現は「譲位」であり、「生前退位」の表現を用いたことはなかった。そして、同年10月20日には、皇后が「歴史の書物の中でもこうした表現に接したことが一度もなかった」として、「生前退位」の表現に違和感を表明した。これを受けて日本報道検証機構が、新聞社に「生前退位」の表現を用いた理由などを質問したところ、「意味を分かりやすくするため」などの回答があった。もっとも、「退位」にはすでに生前に行うという意味が含まれており、さらに「生前」を重ねる必要はない。しかし、産経新聞と朝日新聞が2016年10月28日に、それぞれ「譲位」と「退位」の表現に変更したのを皮切りに、11月7日にはNHK、11月15日には読売新聞、11月23日には毎日新聞、11月30日には日本経済新聞も「退位」の表現に変更した。各社はその理由を、「周知が進み、『生前』を付けなくても意味が通じるようになったため」としている。
また、2019年3月の報道では、政府が「退位」の用語を用いる理由として、「譲位」では天皇が自らの意志で退位すると理解される恐れがあり、違憲になる可能性を挙げた。